# Nordische Skiweltmeisterschaften 2019
Die 52. Nordischen Skiweltmeisterschaften fanden vom 20. Februar 2019 bis zum 3. März 2019 in Seefeld in Tirol (Österreich) statt.
Seefeld war zum zweiten Mal nach 1985 Gastgeber von Nordischen Skiweltmeisterschaften. Die Sprungwettbewerbe von der Normalschanze wurden auf der Toni-Seelos-Olympiaschanze ausgetragen, der Start- und Zielbereich der Laufwettbewerbe befand sich direkt neben der Schanze in der Langlauf Arena Seefeld. Die Sprungwettbewerbe von der Großschanze fanden auf der Bergiselschanze in Innsbruck statt. Teile der Toni-Seelos-Olympiaschanze sowie der Großteil der Biathlon- und Langlaufanlagen befinden sich auf Telfer Gemeindegebiet.
In den drei nordischen Sportarten wurden in 22 Wettbewerben Medaillen vergeben. Im Skilanglauf gab es zwölf, im Skispringen sechs und in der Nordischen Kombination vier Entscheidungen. Es wurden dreizehn Wettbewerbe für Männer, acht für Frauen und einer als Mixed-Wettbewerb ausgetragen. Zum ersten Mal in der Geschichte der Nordischen Skiweltmeisterschaften gab es einen Teamwettbewerb der Skispringerinnen von der Normalschanze. Das übrige Wettkampfprogramm blieb gegenüber den letzten Weltmeisterschaften unverändert.

## Wahl des Austragungsortes
Die Wahl des Austragungsortes führte die Fédération Internationale de Ski am 5. Juni 2014 in Barcelona (Spanien) durch. Beworben hatten sich Almaty (Kasachstan), Oberstdorf (Deutschland), Planica (Slowenien) und Seefeld in Tirol (Österreich). Oberstdorf hatte bereits die Nordischen Skiweltmeisterschaften 1987 und 2005 organisiert und zuvor für die Nordischen Skiweltmeisterschaften 2013, 2015 und 2017 kandidiert, Planica für die Nordischen Skiweltmeisterschaften 2017 und Seefeld hatte bereits die Nordischen Skiweltmeisterschaften 1985 organisiert. Das Abstimmungsergebnis des FIS-Rates wurde schließlich durch den FIS-Präsidenten auf dem FIS-Kongress bekannt gegeben.
| Austragungsort   | 1. Wahlgang | 2. Wahlgang | 3. Wahlgang |
| ---------------- | ----------- | ----------- | ----------- |
| Seefeld in Tirol | 6           | 6           | 9           |
| Oberstdorf       | 8           | 8           | 8           |
| Planica          | 3           | 3           | –           |
| Almaty           | 0           | –           | –           |

## Maßnahmen zur Vorbereitung
Als Maßnahmen zur Vorbereitung wurden unter anderem die Anlage für den Skilanglauf um zusätzliche Schneekanonen und die Anlage für das Skispringen um einen zusätzlichen Lift erweitert. Darüber hinaus wurden das Pressezentrum und der Bahnhof umgebaut. Das Budget beträgt 18 Millionen Euro für die Veranstaltung und 30 Millionen Euro für die Infrastruktur. Der Ticketverkauf startete am 22. Juni 2018. Die Übertragungsrechte vermarktete Infront Sports & Media.

## Sportstätten
| Bergiselschanze               | Toni-Seelos-Olympiaschanze      | Arena Seefeld |
| ----------------------------- | ------------------------------- | ------------- |
| Sprungwettbewerbe Großschanze | Sprungwettbewerbe Normalschanze | Langlauf      |
|                               |                                 |               |

## Terminplan
| Februar / März | 20. | 21. | 22. | 23. | 24. | 25. | 26. | 27. | 28. | 1. | 2. | 3. |
| -------------- | --- | --- | --- | --- | --- | --- | --- | --- | --- | -- | -- | -- |
| Skilanglauf    | D/H | D/H |     | D/H | D/H |     | D   | H   | D   | H  | D  | H  |
| Skispringen    |     |     | H   | H   | H   |     | D   | D   | H   | H  | M  |    |
| Kombination    |     |     | H   |     | H   |     |     |     | H   |    | H  |    |

| Tag        | Datum            | Zeit                | Disziplin             | Geschlecht | Wettbewerb                             |
| ---------- | ---------------- | ------------------- | --------------------- | ---------- | -------------------------------------- |
| Mittwoch   | 20. Februar 2019 | 18:00 Uhr           | Eröffnungszeremonie   |            |                                        |
| Donnerstag | 21. Februar 2019 | 14:30 Uhr           | Skilanglauf           | Damen      | Sprint Freistil                        |
| Donnerstag | 21. Februar 2019 | 14:30 Uhr           | Skilanglauf           | Herren     | Sprint Freistil                        |
| Freitag    | 22. Februar 2019 | 10:30 Uhr/16:15 Uhr | Nordische Kombination | Herren     | Einzel Gundersen (Großschanze/10 km)   |
| Samstag    | 23. Februar 2019 | 11:00 Uhr           | Skilanglauf           | Damen      | 15 km Skiathlon                        |
| Samstag    | 23. Februar 2019 | 12:30 Uhr           | Skilanglauf           | Herren     | 30 km Skiathlon                        |
| Samstag    | 23. Februar 2019 | 14:30 Uhr           | Skispringen           | Herren     | Einzel Großschanze                     |
| Sonntag    | 24. Februar 2019 | 10:30 Uhr/13:30 Uhr | Nordische Kombination | Herren     | Teamsprint (Großschanze/2 × 7,5 km)    |
| Sonntag    | 24. Februar 2019 | 11:30 Uhr           | Skilanglauf           | Damen      | Teamsprint klassisch                   |
| Sonntag    | 24. Februar 2019 | 11:30 Uhr           | Skilanglauf           | Herren     | Teamsprint klassisch                   |
| Sonntag    | 24. Februar 2019 | 14:45 Uhr           | Skispringen           | Herren     | Team Großschanze                       |
| Dienstag   | 26. Februar 2019 | 15:00 Uhr           | Skilanglauf           | Damen      | 10 km klassisch                        |
| Dienstag   | 26. Februar 2019 | 16:15 Uhr           | Skispringen           | Damen      | Team Normalschanze                     |
| Mittwoch   | 27. Februar 2019 | 14:00 Uhr           | Skilanglauf           | Herren     | 15 km klassisch                        |
| Mittwoch   | 27. Februar 2019 | 16:15 Uhr           | Skispringen           | Damen      | Einzel Normalschanze                   |
| Donnerstag | 28. Februar 2019 | 11:00 Uhr/15:15 Uhr | Nordische Kombination | Herren     | Einzel Gundersen (Normalschanze/10 km) |
| Donnerstag | 28. Februar 2019 | 13:00 Uhr           | Skilanglauf           | Damen      | 4 × 5 km Staffel                       |
| Freitag    | 1. März 2019     | 13:15 Uhr           | Skilanglauf           | Herren     | 4 × 10 km Staffel                      |
| Freitag    | 1. März 2019     | 16:00 Uhr           | Skispringen           | Herren     | Einzel Normalschanze                   |
| Samstag    | 2. März 2019     | 11:00 Uhr/14:45 Uhr | Nordische Kombination | Herren     | Team (Normalschanze/4 × 5 km)          |
| Samstag    | 2. März 2019     | 12:15 Uhr           | Skilanglauf           | Damen      | 30 km Massenstart Freistil             |
| Samstag    | 2. März 2019     | 16:00 Uhr           | Skispringen           | Mixed      | Team Normalschanze                     |
| Sonntag    | 3. März 2019     | 13:00 Uhr           | Skilanglauf           | Herren     | 50 km Massenstart Freistil             |

## Zwischenfälle

### Schutznetze
Nachdem der Skispringer Thomas Aasen Markeng bei einem Trainingssprung von der Bergiselschanze in Innsbruck im Auslauf mit hoher Geschwindigkeit gegen die Bande krachte, wurde ein Netz errichtet, um etwaige weitere Stürze abzufedern. Jedoch kam es beim Wettkampf der Nordischen Kombinierer am 22. Februar zu einem weiteren Zwischenfall, als sich nach einem Sturz des Esten Kristjan Ilves ein Ski löste. Dieser raste den Hang hinunter und schoss durch das neue Sicherheitsnetz weiter hinaus in von Menschen belebten Bereiche. Der bei den Weltmeisterschaften als TV-Experte tätige Martin Schmitt entging nur knapp einem Zusammenstoß. Der Wettkampf wurde zwischenzeitlich unterbrochen, um das Netz sicherer zu machen. Daraufhin wurde als weitere Maßnahme ein engmaschigeres Netz aus dem Eishockeysport installiert, um potentielle Ski abzufangen.

### Dopingrazzien: „Operation Aderlass“
Am Morgen des 27. Februar 2019 begannen im Athletenlager in Seefeld und im deutschen Erfurt unter dem Decknamen „Operation Aderlass“ umfangreiche Razzien aufgrund des Verdachts auf Blutdoping, in deren Folge die Polizei die Verhaftung von neun Personen, darunter fünf Athleten und zwei Betreuer in Seefeld, bekanntgab. Bei den vorübergehend festgenommenen, vom Wettbewerb ausgeschlossenen sowie durch die FIS mit mehrjährigen Sperren angedrohten und größtenteils geständigen Langläufern handelt es sich um Dominik Baldauf, Max Hauke (beide Österreich), Andreas Veerpalu, Karel Tammjärv (beide Estland) und Alexei Poltoranin (Kasachstan) sowie nach Angaben des koordinierenden österreichischen Bundeskriminalamts um den deutschen Sportmediziner Mark Schmidt, der bereits für das Radsportteam Gerolsteiner tätig war, und einen weiteren deutschen Komplizen. In der wochenlang observierten Erfurter Praxis Schmidts wurden dutzende, nach anderen Quellen vierzig mit Tarnnamen versehene Blutbeutel, Zentrifugen und Computer sichergestellt. Einige Gerätschaften wie eine Zentrifuge hatte Schmidt von Stefan Matschiner erhalten, der rund zehn Jahre zuvor in einen Dopingskandal in Österreich verwickelt war. Medienberichte vergleichen die Dimension und die Vorgehensweise mit dem Dopingskandal Fuentes. Zuständig für die deutschen Ermittlungen ist die Schwerpunktstaatsanwaltschaft für Dopingdelikte in München, der auch die beiden deutschen Tatverdächtigen aus dem Betreuerstab – darunter der Vater des Mediziners – aus Österreich zugeführt wurden.
Infolgedessen verzichtete der ÖSV auf den Start der österreichischen Langlaufstaffel und kündigte personelle Konsequenzen an.

## Legende
Kurze Übersicht zur Bedeutung der Symbolik – so üblicherweise auch in sonstigen Veröffentlichungen verwendet:
| DSQ | disqualifiziert                          |
| LAP | ausgeschieden wegen Überrundung (lapped) |

## Medaillenspiegel
| Platz | Land        |    |    |    |    |
| ----- | ----------- | -- | -- | -- | -- |
| 1     | Norwegen    | 13 | 5  | 7  | 25 |
| 2     | Deutschland | 6  | 3  | –  | 9  |
| 3     | Schweden    | 2  | 2  | 1  | 5  |
| 4     | Polen       | 1  | 1  | –  | 2  |
| 5     | Russland    | –  | 5  | 3  | 8  |
| 6     | Österreich  | –  | 4  | 5  | 9  |
| 7     | Italien     | –  | 1  | 1  | 2  |
| 8     | Slowenien   | –  | 1  | –  | 1  |
| 9     | Japan       | –  | –  | 2  | 2  |
| 10    | Schweiz     | –  | –  | 1  | 1  |
| 10    | Finnland    | –  | –  | 1  | 1  |
| 10    | Frankreich  | –  | –  | 1  | 1  |
| Total | Total       | 22 | 22 | 22 | 66 |

| Platz | Land | Sportler                   |   |   |   |   |
| ----- | ---- | -------------------------- | - | - | - | - |
| 1     | NOR  | Therese Johaug             | 3 | 1 | 0 | 4 |
| 2     | GER  | Katharina Althaus          | 2 | 1 | 0 | 3 |
| 2     | SWE  | Stina Nilsson              | 2 | 1 | 0 | 3 |
| 4     | GER  | Juliane Seyfarth           | 2 | 0 | 0 | 2 |
| 5     | SWE  | Frida Karlsson             | 1 | 1 | 1 | 3 |
| 6     | NOR  | Maren Lundby               | 1 | 0 | 2 | 3 |
| 7     | NOR  | Maiken Caspersen Falla     | 1 | 0 | 1 | 2 |
| 8     | GER  | Ramona Straub              | 1 | 0 | 0 | 1 |
| 8     | GER  | Carina Vogt                | 1 | 0 | 0 | 1 |
| 8     | SWE  | Maja Dahlqvist             | 1 | 0 | 0 | 1 |
| 8     | SWE  | Ebba Andersson             | 1 | 0 | 0 | 1 |
| 8     | SWE  | Charlotte Kalla            | 1 | 0 | 0 | 1 |
| 13    | NOR  | Ingvild Flugstad Østberg   | 0 | 3 | 2 | 5 |
| 14    | AUT  | Daniela Iraschko-Stolz     | 0 | 2 | 1 | 3 |
| 15    | AUT  | Eva Pinkelnig              | 0 | 2 | 0 | 2 |
| 16    | SLO  | Anamarija Lampič           | 0 | 1 | 0 | 1 |
| 16    | SLO  | Katja Višnar               | 0 | 1 | 0 | 1 |
| 16    | AUT  | Chiara Hölzl               | 0 | 1 | 0 | 1 |
| 16    | AUT  | Jacqueline Seifriedsberger | 0 | 1 | 0 | 1 |
| 20    | RUS  | Natalja Neprjajewa         | 0 | 0 | 2 | 2 |
| 20    | NOR  | Anna Odine Strøm           | 0 | 0 | 2 | 2 |
| 22    | NOR  | Mari Eide                  | 0 | 0 | 1 | 1 |
| 22    | RUS  | Julija Belorukowa          | 0 | 0 | 1 | 1 |
| 22    | RUS  | Anastassija Sedowa         | 0 | 0 | 1 | 1 |
| 22    | RUS  | Anna Netschajewskaja       | 0 | 0 | 1 | 1 |
| 22    | NOR  | Ingebjørg Saglien Bråten   | 0 | 0 | 1 | 1 |
| 22    | NOR  | Silje Opseth               | 0 | 0 | 1 | 1 |

| Platz | Land | Sportler               |   |   |   |   |
| ----- | ---- | ---------------------- | - | - | - | - |
| 1     | GER  | Markus Eisenbichler    | 3 | 0 | 0 | 3 |
| 1     | NOR  | Johannes Høsflot Klæbo | 3 | 0 | 0 | 3 |
| 3     | GER  | Eric Frenzel           | 2 | 1 | 0 | 3 |
| 3     | GER  | Karl Geiger            | 2 | 1 | 0 | 3 |
| 3     | NOR  | Jarl Magnus Riiber     | 2 | 1 | 0 | 3 |
| 6     | NOR  | Sjur Røthe             | 2 | 0 | 1 | 3 |
| 6     | NOR  | Martin Johnsrud Sundby | 2 | 0 | 1 | 3 |
| 8     | NOR  | Emil Iversen           | 2 | 0 | 0 | 2 |
| 9     | NOR  | Jan Schmid             | 1 | 2 | 0 | 3 |
| 10    | GER  | Fabian Rießle          | 1 | 1 | 0 | 2 |
| 11    | GER  | Richard Freitag        | 1 | 0 | 0 | 1 |
| 11    | GER  | Stephan Leyhe          | 1 | 0 | 0 | 1 |
| 11    | POL  | Dawid Kubacki          | 1 | 0 | 0 | 1 |
| 11    | NOR  | Hans Christer Holund   | 1 | 0 | 0 | 1 |
| 11    | NOR  | Espen Bjørnstad        | 1 | 0 | 0 | 1 |
| 11    | NOR  | Jørgen Graabak         | 1 | 0 | 0 | 1 |
| 17    | RUS  | Alexander Bolschunow   | 0 | 4 | 0 | 4 |
| 18    | AUT  | Stefan Kraft           | 0 | 2 | 1 | 3 |
| 19    | RUS  | Alexander Bessmertnych | 0 | 2 | 0 | 2 |
| 19    | AUT  | Philipp Aschenwald     | 0 | 2 | 0 | 2 |
| 21    | AUT  | Bernhard Gruber        | 0 | 1 | 2 | 3 |
| 22    | ITA  | Federico Pellegrino    | 0 | 1 | 1 | 2 |
| 22    | RUS  | Gleb Retiwych          | 0 | 1 | 1 | 2 |
| 24    | RUS  | Andrei Larkow          | 0 | 1 | 0 | 1 |
| 24    | RUS  | Sergei Ustjugow        | 0 | 1 | 0 | 1 |
| 24    | POL  | Kamil Stoch            | 0 | 1 | 0 | 1 |
| 24    | AUT  | Michael Hayböck        | 0 | 1 | 0 | 1 |
| 24    | AUT  | Daniel Huber           | 0 | 1 | 0 | 1 |
| 29    | AUT  | Franz-Josef Rehrl      | 0 | 0 | 3 | 3 |
| 30    | ITA  | Francesco De Fabiani   | 0 | 0 | 1 | 1 |
| 30    | FIN  | Iivo Niskanen          | 0 | 0 | 1 | 1 |
| 30    | FRA  | Adrien Backscheider    | 0 | 0 | 1 | 1 |
| 30    | FRA  | Maurice Manificat      | 0 | 0 | 1 | 1 |
| 30    | FRA  | Clément Parisse        | 0 | 0 | 1 | 1 |
| 30    | FRA  | Richard Jouve          | 0 | 0 | 1 | 1 |
| 30    | SUI  | Killian Peier          | 0 | 0 | 1 | 1 |
| 30    | JPN  | Yukiya Satō            | 0 | 0 | 1 | 1 |
| 30    | JPN  | Daiki Itō              | 0 | 0 | 1 | 1 |
| 30    | JPN  | Junshirō Kobayashi     | 0 | 0 | 1 | 1 |
| 30    | JPN  | Ryōyū Kobayashi        | 0 | 0 | 1 | 1 |
| 30    | NOR  | Robert Johansson       | 0 | 0 | 1 | 1 |
| 30    | NOR  | Andreas Stjernen       | 0 | 0 | 1 | 1 |
| 30    | JPN  | Akito Watabe           | 0 | 0 | 1 | 1 |
| 30    | AUT  | Mario Seidl            | 0 | 0 | 1 | 1 |
| 30    | AUT  | Lukas Klapfer          | 0 | 0 | 1 | 1 |

## Skilanglauf

### Teilnehmende Nationen
| - Belgien - Bosnien und Herzegowina - Bulgarien - Dänemark - Deutschland - Estland - Finnland - Frankreich - Griechenland - Irland - Island - Italien - Kroatien | - Lettland - Liechtenstein - Litauen - Luxemburg - Moldau - Nordmazedonien - Montenegro - Norwegen - Österreich - Polen - Portugal - Rumänien - Russland | - Slowenien - Schweden - Schweiz - Serbien - Slowakei - Slowenien - Tschechien - Türkei - Ukraine - Ungarn - Großbritannien - Belarus |

| - Argentinien - Bermuda - Bolivien - Brasilien | - Chile - Ecuador - Kanada - Kolumbien | - Mexiko - Trinidad und Tobago - USA |  |

| - Armenien - Volksrepublik China - Iran | - Japan - Libanon - Kasachstan | - Kirgisistan - Mongolei - Thailand |

| - Madagaskar |

| - Australien |

### Männer

#### Sprint Freistil
| Platz | Land | Sportler               |
| ----- | ---- | ---------------------- |
| 1     | NOR  | Johannes Høsflot Klæbo |
| 2     | ITA  | Federico Pellegrino    |
| 3     | RUS  | Gleb Retiwych          |
| 4     | FRA  | Richard Jouve          |
| 5     | NOR  | Emil Iversen           |
| 6     | FRA  | Lucas Chanavat         |
|       |      |                        |
| 7     | NOR  | Sindre Bjørnestad Skar |
| 8     | ITA  | Francesco De Fabiani   |
| 9     | USA  | Simeon Hamilton        |
| 10    | SWE  | Oskar Svensson         |
| 11    | RUS  | Alexander Bolschunow   |
| 12    | NOR  | Finn Hågen Krogh       |
|       |      |                        |
| 24    | SUI  | Roman Schaad           |
| 35    | SUI  | Jovian Hediger         |
| 38    | SUI  | Roman Furger           |
| 41    | GER  | Janosch Brugger        |
| 42    | GER  | Sebastian Eisenlauer   |
| 44    | AUT  | Dominik Baldauf        |
| 47    | SUI  | Jason Rüesch           |
| 49    | AUT  | Luis Stadlober         |
| 57    | AUT  | Tobias Habenicht       |
| 58    | AUT  | Benjamin Moser         |
| 75    | LIE  | Michael Biedermann     |

Datum: 21. Februar 2019
Weltmeister 2017:  Federico Pellegrino

Olympiasieger 2018:  Johannes Høsflot Klæbo

#### Teamsprint klassisch
| Platz | Land | Sportler                                 | Zeit [min] |
| ----- | ---- | ---------------------------------------- | ---------- |
| 1     | NOR  | Emil Iversen Johannes Høsflot Klæbo      | 18:49,86   |
| 2     | RUS  | Gleb Retiwych Alexander Bolschunow       | 18:51,74   |
| 3     | ITA  | Francesco De Fabiani Federico Pellegrino | 18:53,89   |
| 4     | SWE  | Oskar Svensson Calle Halfvarsson         | 18:54,59   |
| 5     | FRA  | Richard Jouve Lucas Chanavat             | 18:58,99   |
| 6     | AUT  | Max Hauke Dominik Baldauf                | 19:13,70   |
| 7     | FIN  | Iivo Niskanen Ristomatti Hakola          | 19:17,38   |
| 8     | USA  | Simeon Hamilton Erik Bjornsen            | 19:18,42   |
| 9     | SLO  | Miha Šimenc Janez Lampič                 | 20:11,63   |
| 10    | CAN  | Evan Palmer-Charrette Len Väljas         | 20:30,85   |
|       |      |                                          |            |
| 11    | SUI  | Ueli Schnider Jovian Hediger             | Halbfinale |
| 14    | GER  | Janosch Brugger Sebastian Eisenlauer     | Halbfinale |
| 24    | LIE  | Martin Vögeli Michael Biedermann         | Halbfinale |

Datum: 24. Februar 2019
Weltmeister 2017:  Russland | Nikita Krjukow, Sergei Ustjugow

Olympiasieger 2018:  Norwegen | Johannes Høsflot Klæbo, Martin Johnsrud Sundby

#### 15 km klassisch

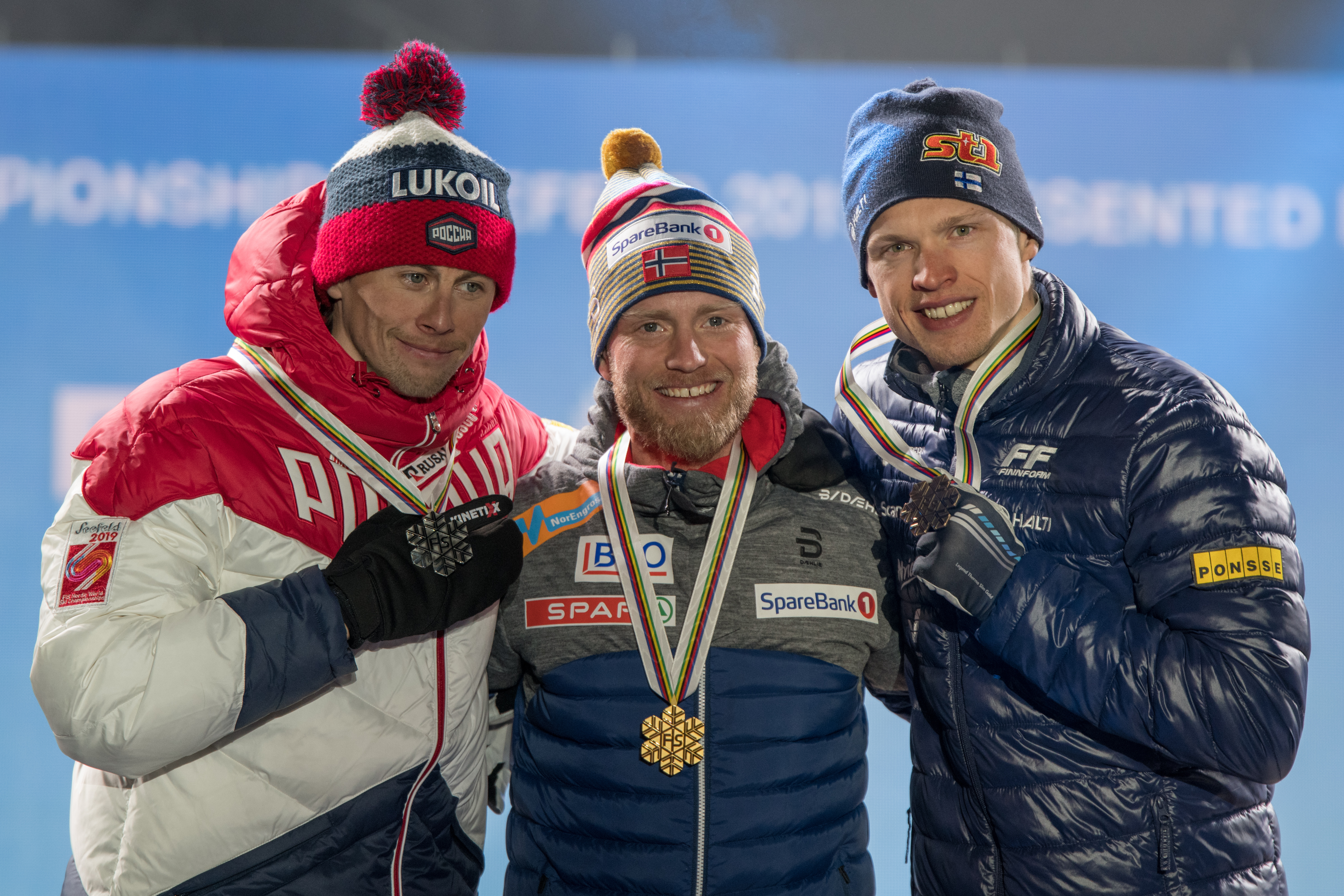
Die drei Medaillengewinner: Alexander Bessmertnych, Martin Johnsrud Sundby und Iivo Niskanen

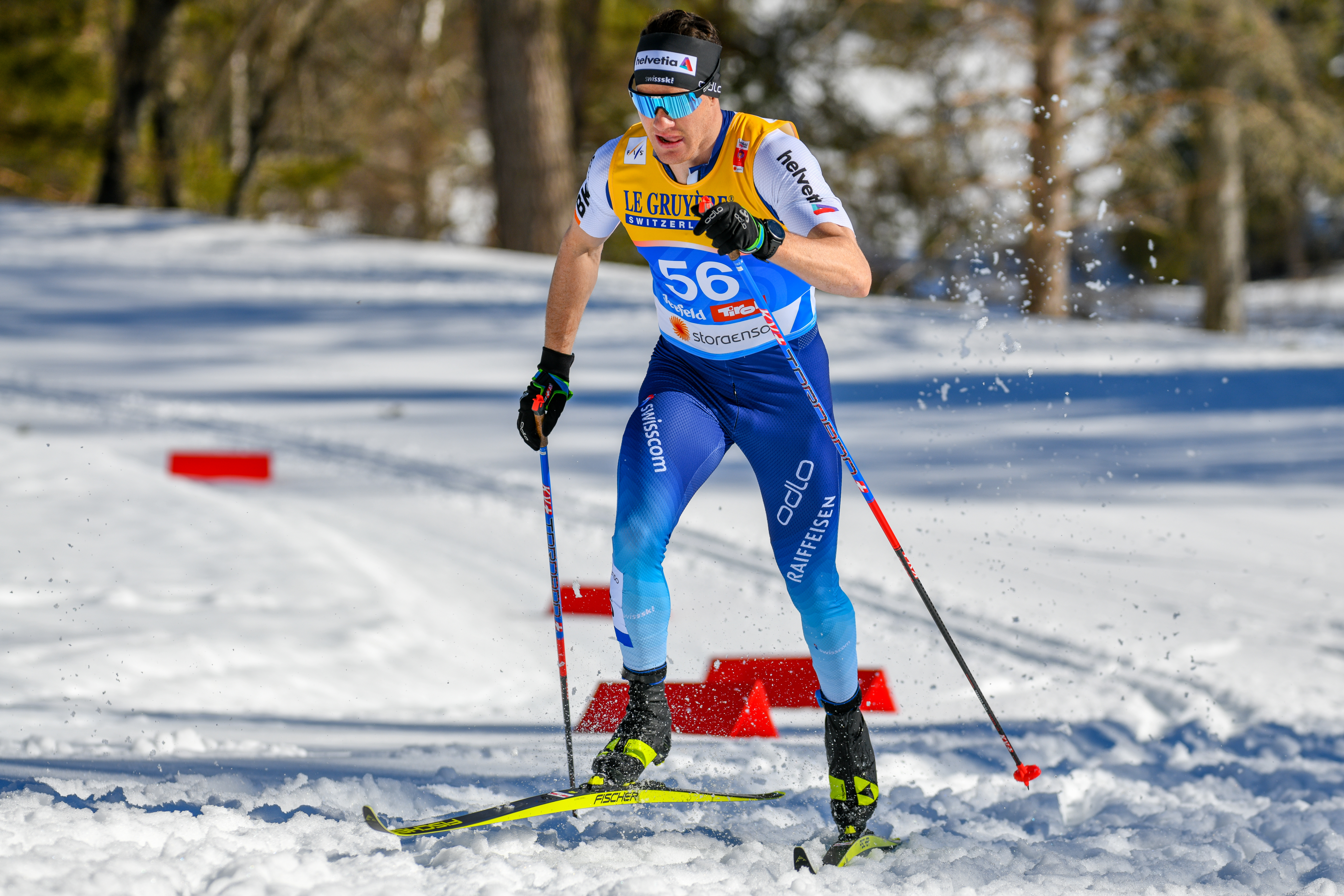
Dario Cologna kam mit der sechstbesten Zeit ins Ziel

| Platz | Land | Sportler               | Zeit [min] |
| ----- | ---- | ---------------------- | ---------- |
| 1     | NOR  | Martin Johnsrud Sundby | 38:22,6    |
| 2     | RUS  | Alexander Bessmertnych | 38:25,5    |
| 3     | FIN  | Iivo Niskanen          | 38:43,0    |
| 4     | RUS  | Andrei Larkow          | 38:45,4    |
| 5     | NOR  | Didrik Tønseth         | 38:46,9    |
| 6     | SUI  | Dario Cologna          | 38:55,0    |
| 7     | NOR  | Sjur Røthe             | 38:56,5    |
| 8     | RUS  | Alexander Bolschunow   | 39:21,1    |
| 8     | GBR  | Andrew Musgrave        | 39:21,1    |
| 10    | NOR  | Emil Iversen           | 39:23,1    |
|       |      |                        |            |
| 13    | GER  | Andreas Katz           | 39:59,6    |
| 14    | SUI  | Jonas Baumann          | 40:04,7    |
| 15    | GER  | Sebastian Eisenlauer   | 40:07,4    |
| 18    | GER  | Janosch Brugger        | 40:14,2    |
| 23    | SUI  | Ueli Schnider          | 40:31,6    |
| 26    | GER  | Lucas Bögl             | 40:44,8    |
| 37    | SUI  | Beda Klee              | 41:46,2    |
| 56    | AUT  | Luis Stadlober         | 42:49,6    |
| 63    | LIE  | Martin Vögeli          | 43:24,9    |

Datum: 27. Februar 2019
Weltmeister 2017:  Iivo Niskanen

Olympiasieger 2018:  Dario Cologna

#### 30 km Skiathlon
| Platz | Land | Sportler               | Zeit [h]  |
| ----- | ---- | ---------------------- | --------- |
| 1     | NOR  | Sjur Røthe             | 1:10:21,8 |
| 2     | RUS  | Alexander Bolschunow   | 1:10:21,9 |
| 3     | NOR  | Martin Johnsrud Sundby | 1:10:22,5 |
| 4     | FIN  | Iivo Niskanen          | 1:10:34,1 |
| 5     | FRA  | Clément Parisse        | 1:10:42,5 |
| 6     | CAN  | Alex Harvey            | 1:11:20,7 |
| 7     | GBR  | Andrew Musgrave        | 1:11:22,1 |
| 8     | FRA  | Adrien Backscheider    | 1:11:25,4 |
| 9     | RUS  | Sergei Ustjugow        | 1:11:31,2 |
| 10    | SWE  | Jens Burman            | 1:11:34,6 |
|       |      |                        |           |
| 14    | SUI  | Dario Cologna          | 1:12:18,2 |
| 18    | GER  | Florian Notz           | 1:13:15,0 |
| 25    | GER  | Jonas Dobler           | 1:14:05,7 |
| 26    | SUI  | Jonas Baumann          | 1:14:06,2 |
| 28    | GER  | Andreas Katz           | 1:14:44,0 |
| 34    | GER  | Lucas Bögl             | 1:15:08,1 |
| 43    | SUI  | Beda Klee              | 1:16:33,2 |
| 46    | AUT  | Bernhard Tritscher     | 1:16:34,5 |

Datum: 23. Februar 2019
Weltmeister 2017:  Sergei Ustjugow

Olympiasieger 2018:  Simen Hegstad Krüger

#### 50 km Freistil Massenstart

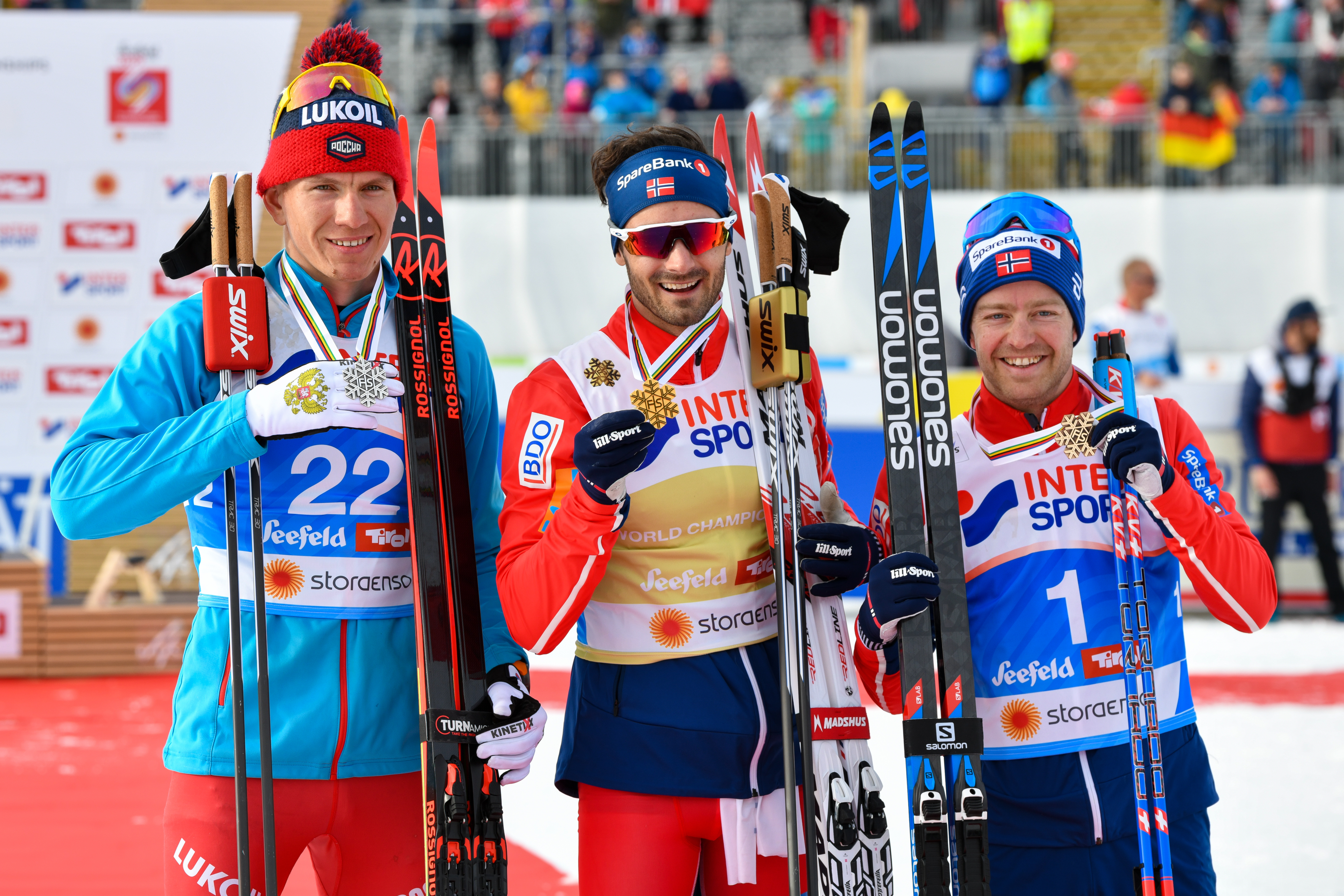
Die drei Medaillengewinner: Alexander Bolschunow, Hans Christer Holund und Sjur Røthe

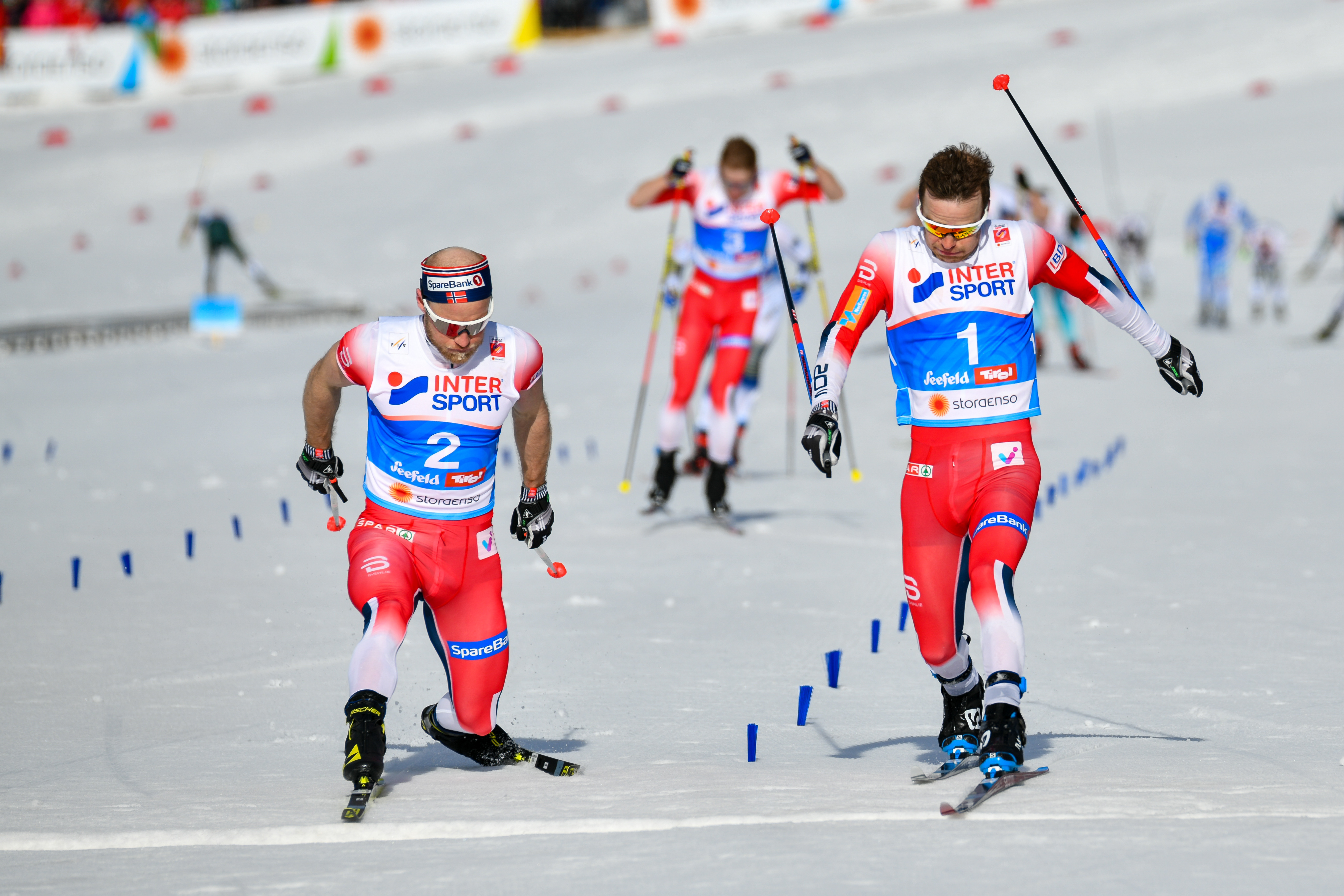
Zielsprint um Rang drei – Sjur Røthe und Martin Johnsrud Sundby

| Platz | Land | Sportler               | Zeit [h]  |
| ----- | ---- | ---------------------- | --------- |
| 1     | NOR  | Hans Christer Holund   | 1:49:59,3 |
| 2     | RUS  | Alexander Bolschunow   | 1:50:27,1 |
| 3     | NOR  | Sjur Røthe             | 1:50:57,1 |
| 4     | NOR  | Martin Johnsrud Sundby | 1:50:57,2 |
| 5     | NOR  | Simen Hegstad Krüger   | 1:51:00,4 |
| 6     | SWE  | Calle Halfvarsson      | 1:51:01,9 |
| 7     | SUI  | Dario Cologna          | 1:51:03,3 |
| 8     | GBR  | Andrew Musgrave        | 1:51:03,8 |
| 9     | FRA  | Adrien Backscheider    | 1:51:05,7 |
| 10    | SWE  | Jens Burman            | 1:51:07,1 |
|       |      |                        |           |
| 17    | GER  | Jonas Dobler           | 1:51:13,9 |
| 22    | GER  | Florian Notz           | 1:51:58,8 |
| 24    | SUI  | Toni Livers            | 1:52:06,6 |
| 30    | AUT  | Bernhard Tritscher     | 1:52:54,7 |
| 31    | GER  | Lucas Bögl             | 1:53:22,0 |
| 43    | GER  | Andreas Katz           | 1:56:56,4 |
| 53    | SUI  | Roman Furger           | 2:03:10,4 |
| 56    | AUT  | Mika Vermeulen         | 2:05:36,8 |
| 60    | LIE  | Martin Vögeli          | 2:09:07,2 |

Datum: 3. März 2019
Weltmeister 2017:  Alex Harvey

Olympiasieger 2018:  Iivo Niskanen

#### 4 × 10-km-Staffel
| Platz | Land                | Sportler                                                                        | Zeit/Rückstand [h/min] |
| ----- | ------------------- | ------------------------------------------------------------------------------- | ---------------------- |
| 1     | Norwegen            | Emil Iversen Martin Johnsrud Sundby Sjur Røthe Johannes Høsflot Klæbo           | 1:42:32,1              |
| 2     | Russland            | Andrei Larkow Alexander Bessmertnych Alexander Bolschunow Sergei Ustjugow       | +0:38,8                |
| 3     | Frankreich          | Adrien Backscheider Maurice Manificat Clément Parisse Richard Jouve             | +1:01,0                |
| 4     | Finnland            | Ristomatti Hakola Iivo Niskanen Matti Heikkinen Perttu Hyvärinen                | +1:02,8                |
| 5     | Schweden            | Oskar Svensson Calle Halfvarsson Jens Burman Viktor Thorn                       | +1:39,5                |
| 6     | Deutschland         | Sebastian Eisenlauer Andreas Katz Florian Notz Jonas Dobler                     | +1:48,3                |
| 7     | Kasachstan          | Denis Wolotka Olschas Klimin Witali Puchkalo Jewgeni Welitschko                 | +1:48,9                |
| 8     | Schweiz             | Ueli Schnider Jonas Baumann Dario Cologna Toni Livers                           | +1:49,9                |
| 9     | USA                 | Erik Bjornsen Scott Patterson David Norris Kyle Bratrud                         | +4:06,4                |
| 10    | Italien             | Maicol Rastelli Federico Pellegrino Giandomenico Salvadori Francesco De Fabiani | +4:42,7                |
| 11    | Tschechien          | Michal Novák Miroslav Rypl Adam Fellner Petr Knop                               | +6:33,8                |
| 12    | Kanada              | Alex Harvey Scott James Hill Evan Palmer-Charrette Len Väljas                   | +7:05,5                |
| 13    | Volksrepublik China | Shang Jincai Zhu Mingliang Bao Lin Wang Qiang                                   | LAP                    |
| 14    | Ukraine             | Oleksij Krassowskyj Jan Kostruba Ruslan Perechoda Dmytro Drahun                 | LAP                    |

Datum: 1. März 2019
Weltmeister 2017:  Norwegen | Didrik Tønseth, Niklas Dyrhaug, Martin Johnsrud Sundby, Finn Hågen Krogh

Olympiasieger 2018:  Norwegen | Didrik Tønseth, Martin Johnsrud Sundby, Simen Hegstad Krüger, Johannes Høsflot Klæbo

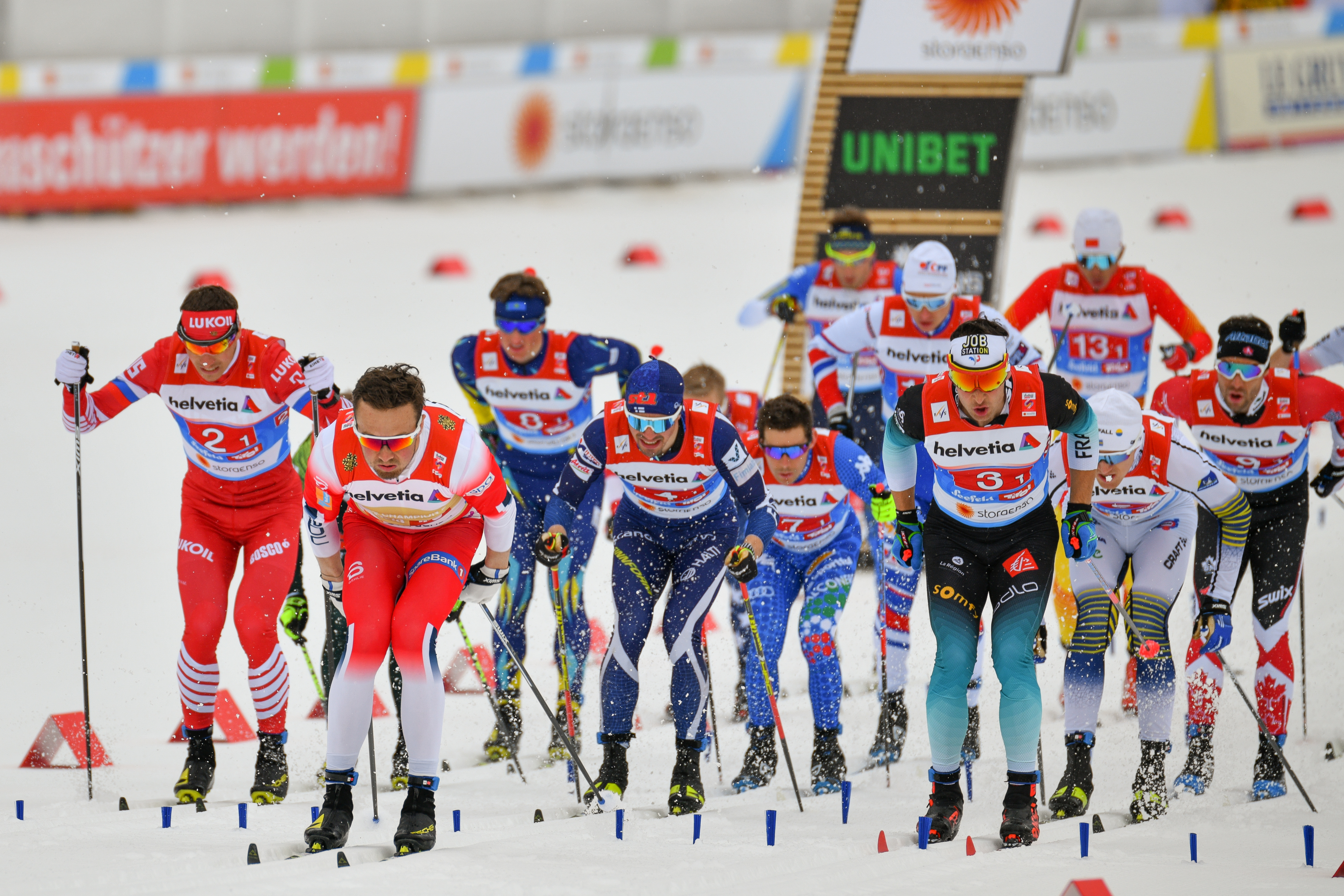
Start des Staffelrennens
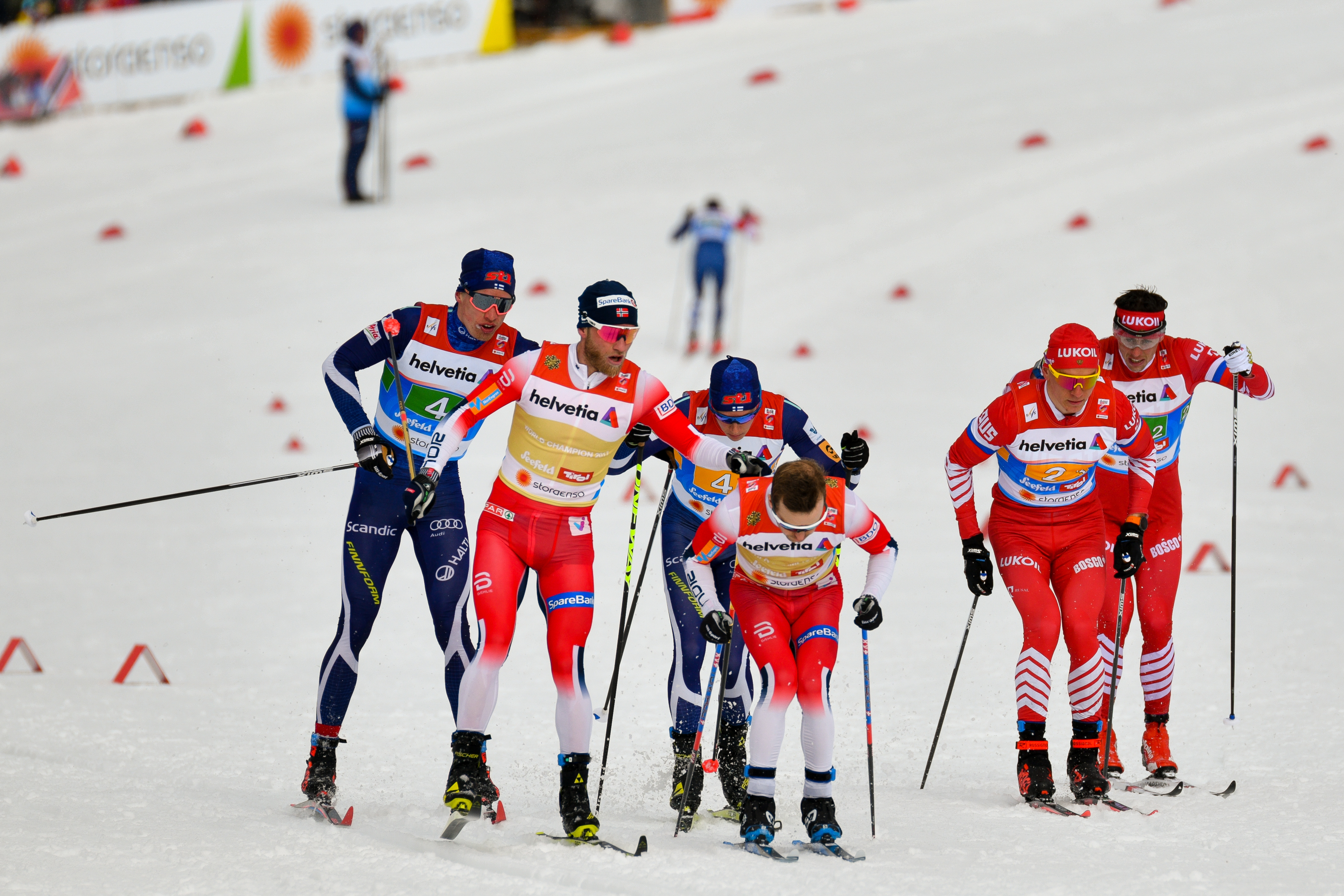
Staffel-Übergabe nach dem zweiten Läufer
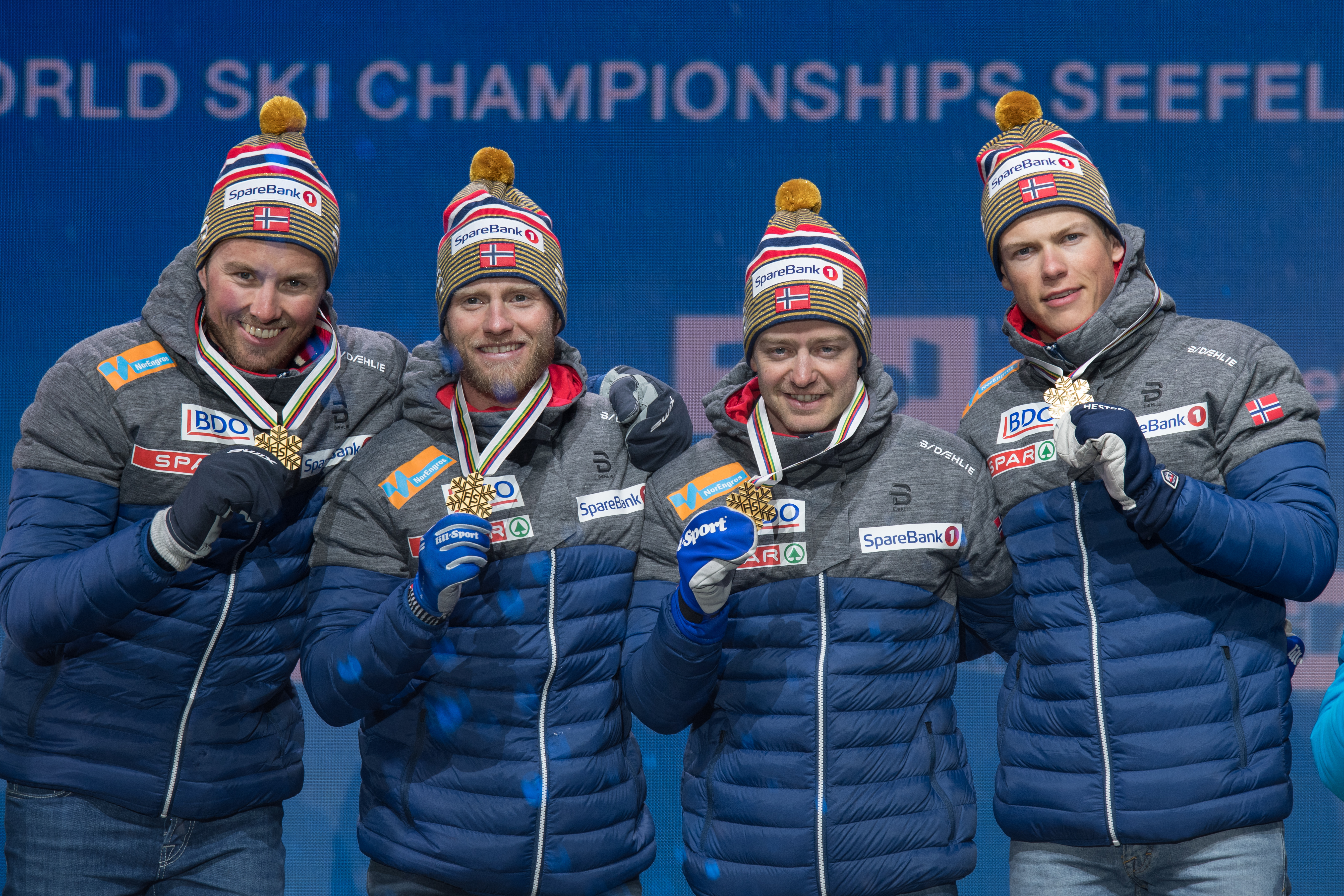
Gold für Norwegen
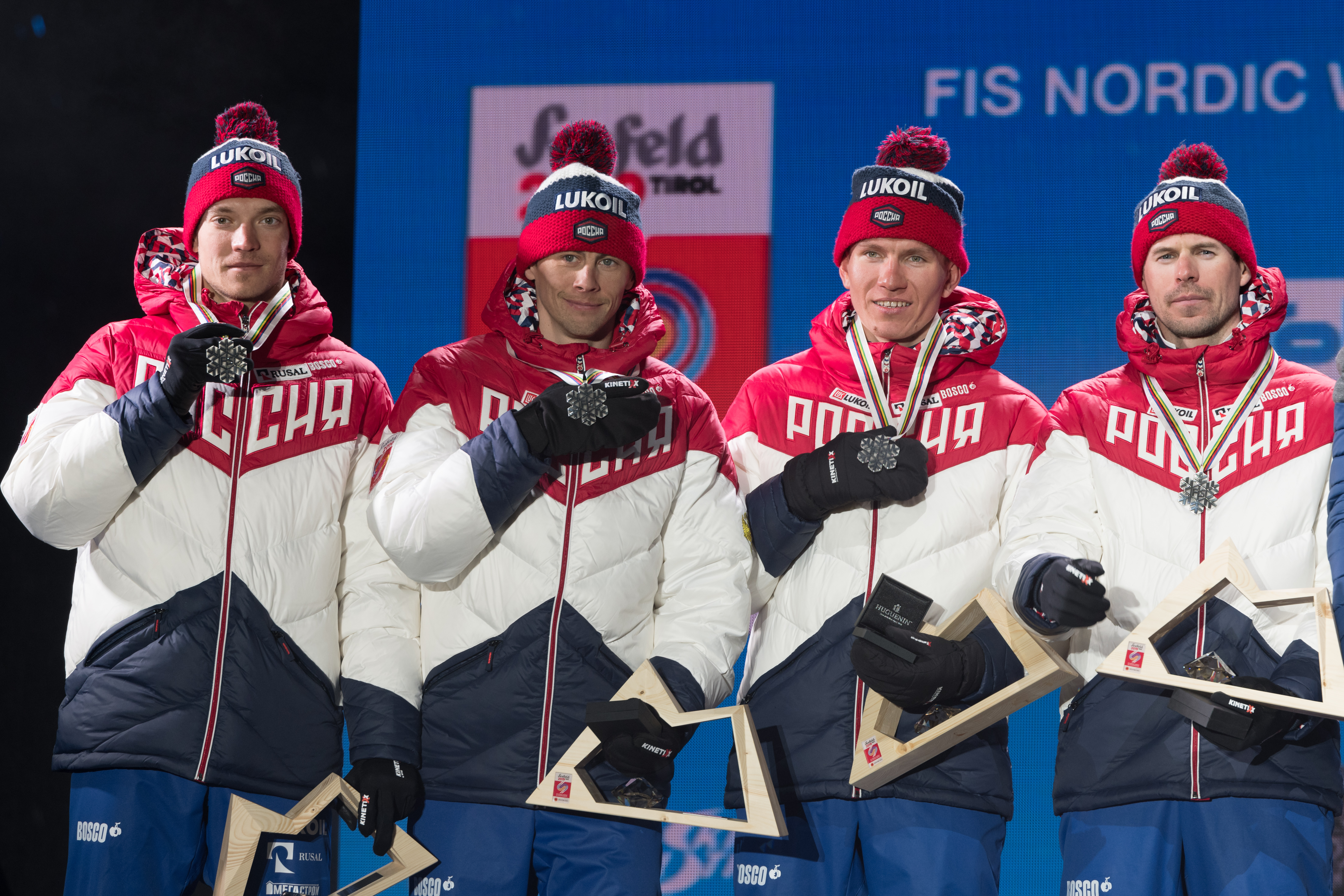
Platz zwei für Russland
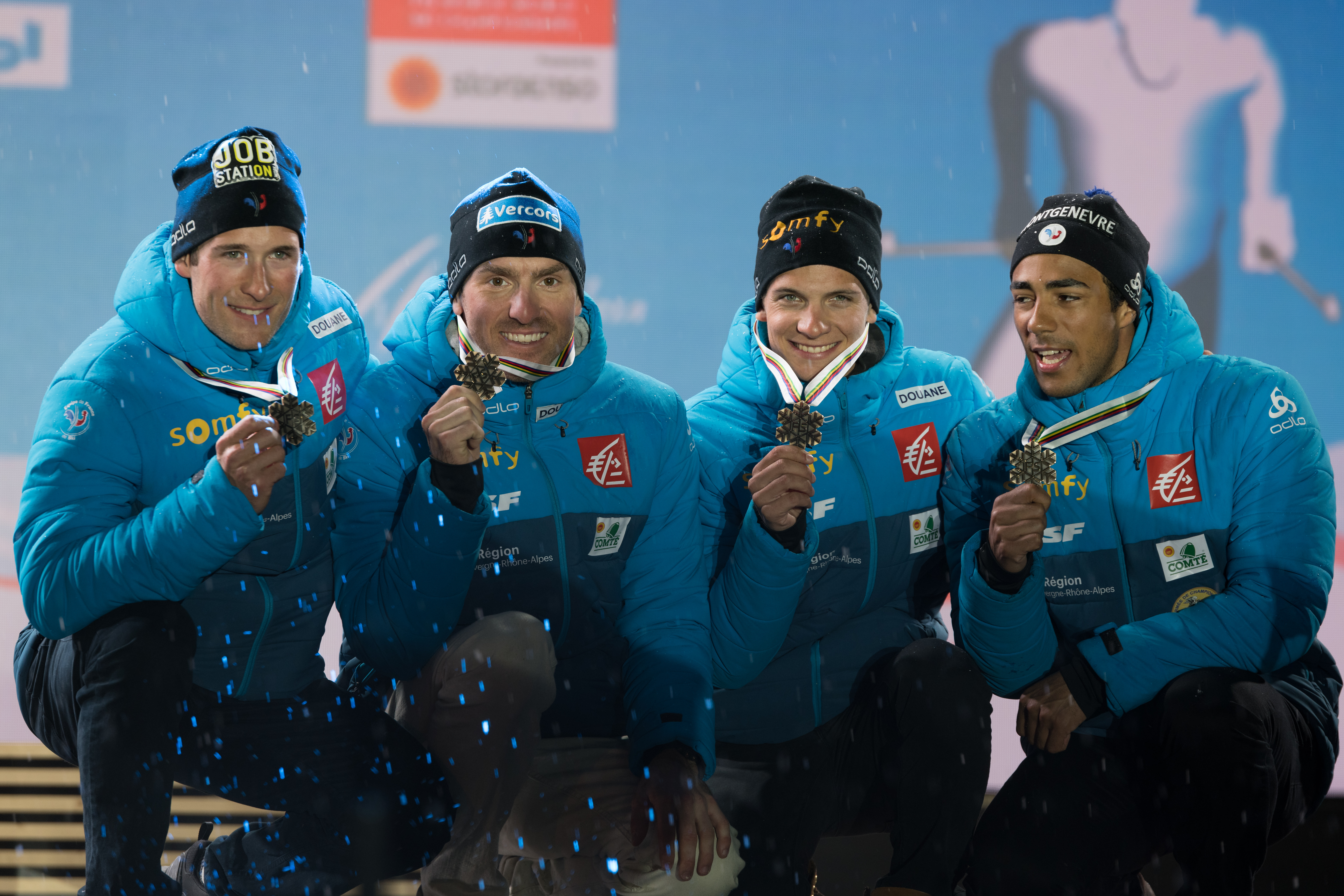
Bronze für Frankreich

### Frauen

#### Sprint Freistil
| Platz | Land | Sportlerin              |
| ----- | ---- | ----------------------- |
| 1     | NOR  | Maiken Caspersen Falla  |
| 2     | SWE  | Stina Nilsson           |
| 3     | NOR  | Mari Eide               |
| 4     | SWE  | Jonna Sundling          |
| 5     | GER  | Victoria Carl           |
| 6     | SWE  | Maja Dahlqvist          |
|       |      |                         |
| 7     | SUI  | Nadine Fähndrich        |
| 8     | USA  | Jessie Diggins          |
| 9     | RUS  | Natalja Neprjajewa      |
| 10    | ITA  | Elisa Brocard           |
| 11    | NOR  | Kristine Stavås Skistad |
| 12    | GER  | Sandra Ringwald         |
|       |      |                         |
| 16    | SUI  | Laurien van der Graaff  |
| 20    | GER  | Laura Gimmler           |
| 28    | GER  | Sofie Krehl             |
| 44    | AUT  | Lisa Unterweger         |

Datum: 21. Februar 2019
Weltmeisterin 2017:  Maiken Caspersen Falla

Olympiasiegerin 2018:  Stina Nilsson

#### Teamsprint klassisch
| Platz | Land | Sportlerin                                      | Zeit [min] |
| ----- | ---- | ----------------------------------------------- | ---------- |
| 1     | SWE  | Stina Nilsson Maja Dahlqvist                    | 15:14,93   |
| 2     | SLO  | Katja Višnar Anamarija Lampič                   | 15:15,30   |
| 3     | NOR  | Ingvild Flugstad Østberg Maiken Caspersen Falla | 15:15,53   |
| 4     | RUS  | Natalja Neprjajewa Julija Belorukowa            | 15:15,86   |
| 5     | USA  | Sadie Bjornsen Jessie Diggins                   | 15:17,72   |
| 6     | GER  | Victoria Carl Sandra Ringwald                   | 15:21,64   |
| 7     | FIN  | Anne Kyllönen Krista Pärmäkoski                 | 15:23,79   |
| 8     | SUI  | Laurien van der Graaff Nadine Fähndrich         | 15:36,28   |
| 9     | BLR  | Nastassja Kirylawa Polina Seronossowa           | 15:39,70   |
| 10    | POL  | Justyna Kowalczyk Monika Skinder                | 16:00,99   |

Datum: 24. Februar 2019
Weltmeisterinnen 2017:  Norwegen | Heidi Weng, Maiken Caspersen Falla

Olympiasiegerinnen 2018:  USA | Jessie Diggins, Kikkan Randall

#### 10 km klassisch
| Platz | Land | Sportlerin                 | Zeit [min] |
| ----- | ---- | -------------------------- | ---------- |
| 1     | NOR  | Therese Johaug             | 27:02,1    |
| 2     | SWE  | Frida Karlsson             | 27:14,3    |
| 3     | NOR  | Ingvild Flugstad Østberg   | 27:37,7    |
| 4     | FIN  | Krista Pärmäkoski          | 27:39,1    |
| 5     | SUI  | Nadine Fähndrich           | 28:06,0    |
| 6     | RUS  | Anastassija Sedowa         | 28:07,0    |
| 7     | RUS  | Natalja Neprjajewa         | 28:09,6    |
| 8     | AUT  | Teresa Stadlober           | 28:10,0    |
| 9     | SWE  | Charlotte Kalla            | 28:11,3    |
| 10    | NOR  | Astrid Uhrenholdt Jacobsen | 28:11,5    |
| 11    | GER  | Katharina Hennig           | 28:17,8    |
|       |      |                            |            |
| 13    | GER  | Laura Gimmler              | 28:19,4    |
| 15    | GER  | Pia Fink                   | 28:25,5    |
| 27    | GER  | Sandra Ringwald            | 29:08,9    |
| 31    | AUT  | Lisa Unterweger            | 29:23,0    |

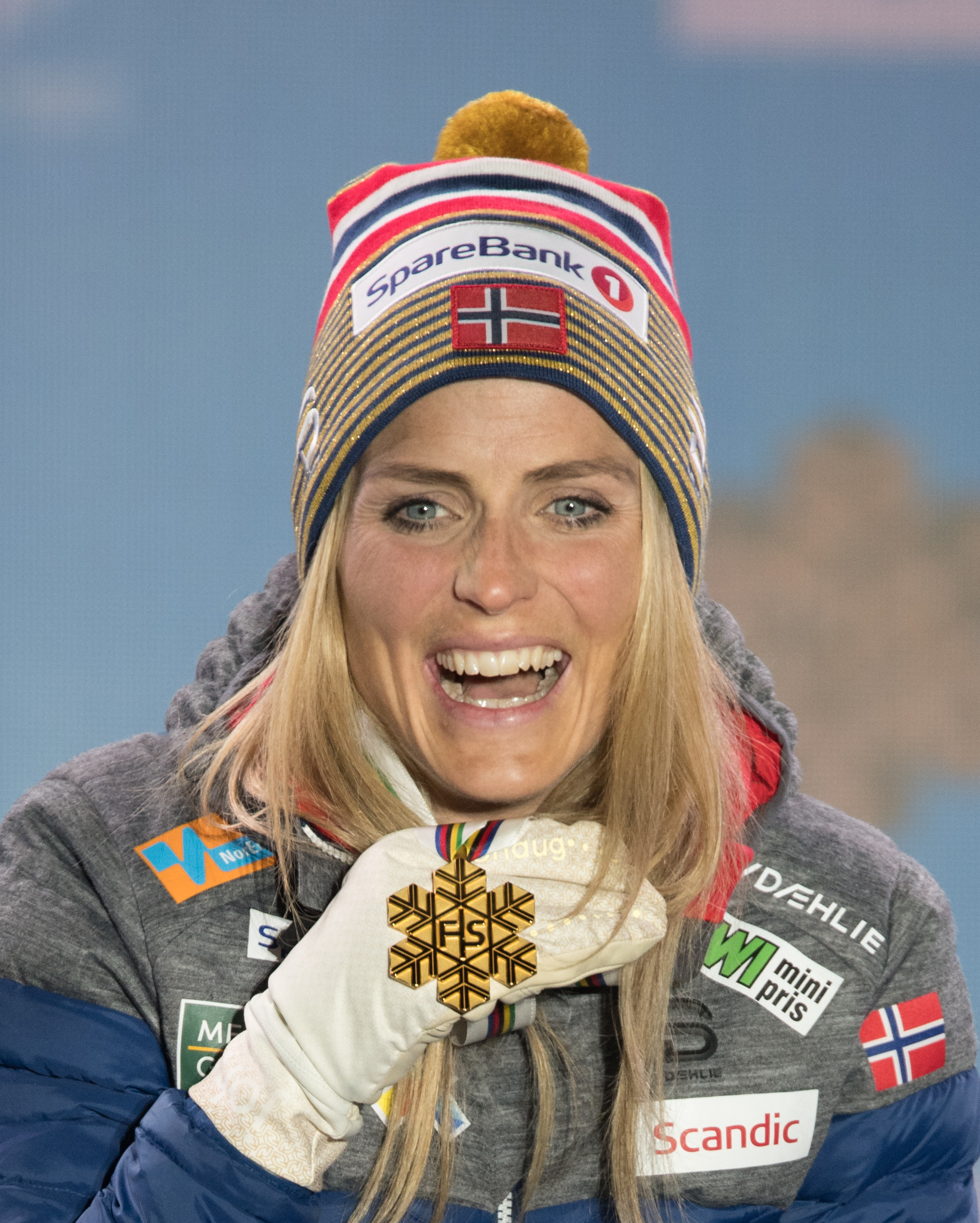
Gold ging an Therese Johaug
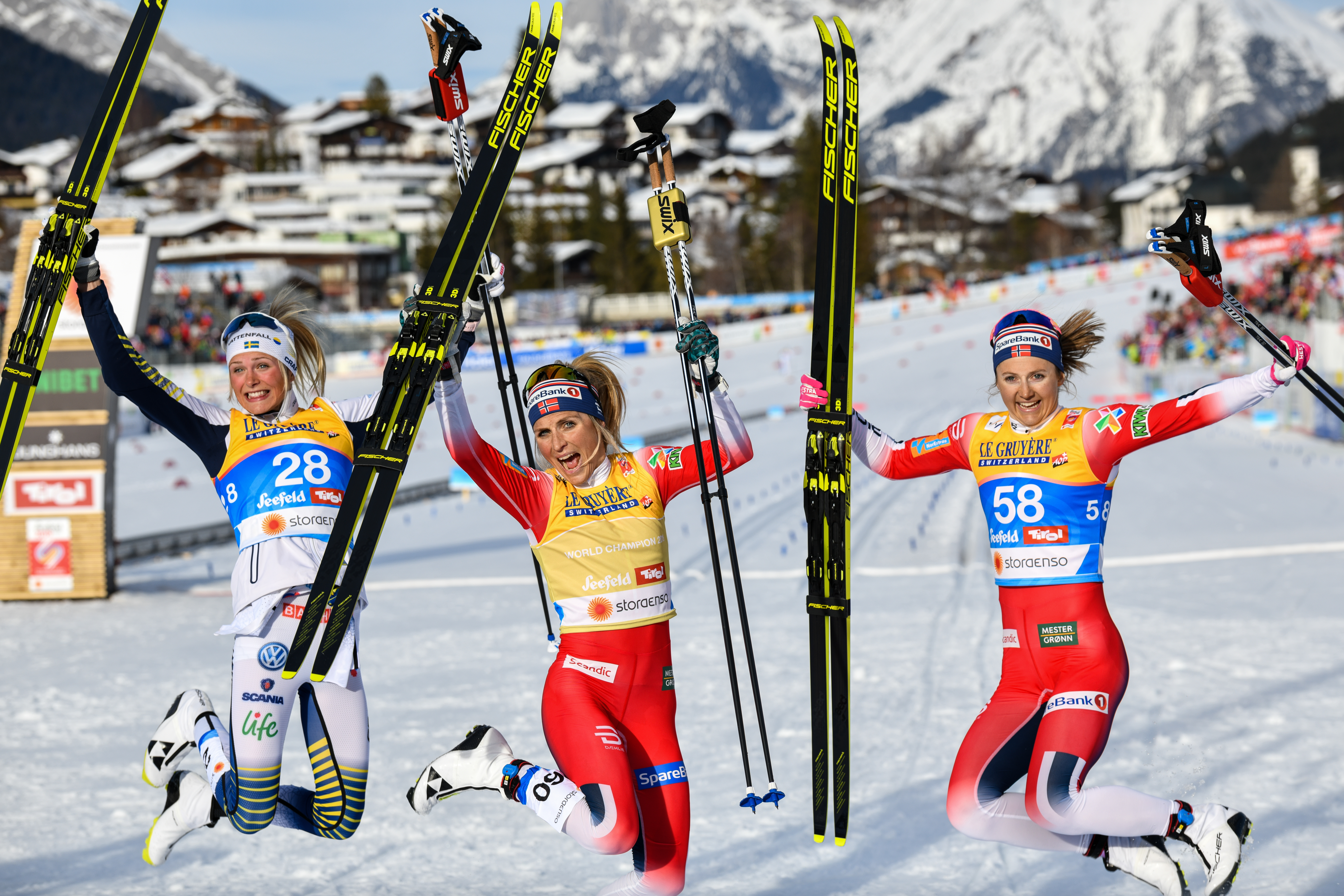
Die drei Siegerinnen im Ziel

Datum: 26. Februar 2019
Weltmeisterin 2017:  Marit Bjørgen

Olympiasiegerin 2018:  Ragnhild Haga

#### 15 km Skiathlon
| Platz | Land | Sportlerin                 | Zeit [min] |
| ----- | ---- | -------------------------- | ---------- |
| 1     | NOR  | Therese Johaug             | 36:54,5    |
| 2     | NOR  | Ingvild Flugstad Østberg   | 37:52,1    |
| 3     | RUS  | Natalja Neprjajewa         | 37:53,2    |
| 4     | NOR  | Astrid Uhrenholdt Jacobsen | 37:56,5    |
| 5     | SWE  | Frida Karlsson             | 38:01,9    |
| 6     | SWE  | Charlotte Kalla            | 38:07,8    |
| 7     | NOR  | Heidi Weng                 | 38:14,7    |
| 8     | FIN  | Krista Pärmäkoski          | 38:28,2    |
| 9     | RUS  | Anastassija Sedowa         | 38:44,9    |
| 10    | USA  | Rosie Brennan              | 38:56,3    |
|       |      |                            |            |
| 16    | GER  | Katharina Hennig           | 39:35,6    |
| 18    | SUI  | Nathalie von Siebenthal    | 39:39,1    |
| 25    | GER  | Sofie Krehl                | 40:07,6    |
| 30    | GER  | Pia Fink                   | 40:19,1    |

Datum: 23. Februar 2019
Weltmeisterin 2017:  Marit Bjørgen

Olympiasiegerin 2018:  Charlotte Kalla

#### 30 km Freistil Massenstart

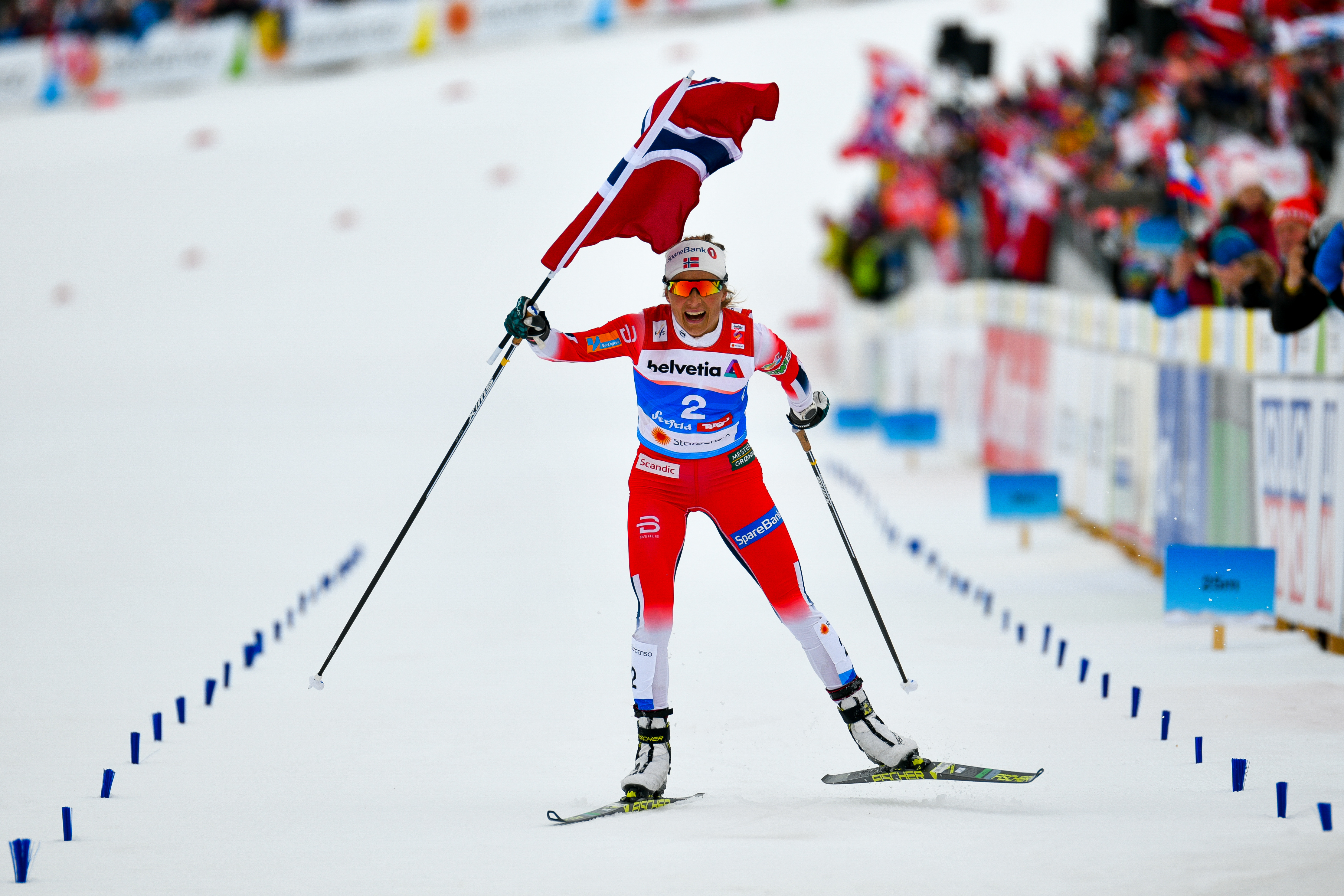
Therese Johaug lief mit großem Vorsprung als Erste ins Ziel

| Platz | Land | Sportlerin               | Zeit [h]  |
| ----- | ---- | ------------------------ | --------- |
| 1     | NOR  | Therese Johaug           | 1:14:26,2 |
| 2     | NOR  | Ingvild Flugstad Østberg | 1:15:03,0 |
| 3     | SWE  | Frida Karlsson           | 1:15:10,2 |
| 4     | USA  | Jessie Diggins           | 1:15:32,1 |
| 5     | SWE  | Charlotte Kalla          | 1:15:42,8 |
| 6     | SWE  | Ebba Andersson           | 1:15:43,5 |
| 7     | SUI  | Nathalie von Siebenthal  | 1:16:09,9 |
| 8     | AUT  | Teresa Stadlober         | 1:16:30,0 |
| 9     | GER  | Victoria Carl            | 1:16:43,0 |
| 10    | NOR  | Ragnhild Haga            | 1:16:51,5 |
|       |      |                          |           |
| 21    | GER  | Katharina Hennig         | 1:20:25,1 |
| 25    | GER  | Pia Fink                 | 1:21:33,5 |
| 43    | AUT  | Lisa Unterweger          | 1:27:36,3 |

Datum: 2. März 2019
Weltmeisterin 2017:  Marit Bjørgen

Olympiasiegerin 2018:  Marit Bjørgen

#### 4 × 5-km-Staffel
| Platz | Land                | Sportlerinnen                                                                    | Zeit/Rückstand [min] |
| ----- | ------------------- | -------------------------------------------------------------------------------- | -------------------- |
| 1     | Schweden            | Ebba Andersson Frida Karlsson Charlotte Kalla Stina Nilsson                      | 55:21,0              |
| 2     | Norwegen            | Heidi Weng Ingvild Flugstad Østberg Astrid Uhrenholdt Jacobsen Therese Johaug    | +0:03,1              |
| 3     | Russland            | Julija Belorukowa Anastassija Sedowa Anna Netschajewskaja Natalja Neprjajewa     | +2:03,8              |
| 4     | Deutschland         | Victoria Carl Katharina Hennig Sandra Ringwald Laura Gimmler                     | +2:46,3              |
| 5     | USA                 | Julia Kern Sadie Bjornsen Rosie Brennan Jessie Diggins                           | +3:06,0              |
| 6     | Finnland            | Laura Mononen Krista Pärmäkoski Riitta-Liisa Roponen Eveliina Piippo             | +3:47,7              |
| 7     | Italien             | Anna Comarella Lucia Scardoni Elisa Brocard Ilaria Debertolis                    | +3:54,9              |
| 8     | Frankreich          | Anouk Faivre-Picon Laura Chamiot Maitral Delphine Claudel Flora Dolci            | +4:00,9              |
| 9     | Slowenien           | Katja Višnar Anamarija Lampič Alenka Čebašek Eva Urevc                           | +4:21,2              |
| 10    | Schweiz             | Laurien van der Graaff Nadine Fähndrich Lydia Hiernickel Nathalie von Siebenthal | +4:30,9              |
| 11    | Tschechien          | Kateřina Razýmová Petra Hynčicová Petra Nováková Sandra Schützová                | +4:53,0              |
| 12    | Kanada              | Katherine Stewart-Jones Emily Nishikawa Cendrine Browne Dahria Beatty            | +5:02,7              |
| 13    | Polen               | Monika Skinder Justyna Kowalczyk Izabela Marcisz Urszula Łętocha                 | +5:04,7              |
| 14    | Japan               | Masako Ishida Kozue Takizawa Miki Kodama Sumiko Ishigaki                         | +6:03,0              |
| 15    | Kasachstan          | Anna Schewtschenko Irina Bykowa Marina Matrossowa Walerija Tjulenewa             | +6:51,4              |
| 16    | Volksrepublik China | Chi Chunxue Ma Qinghua Meng Honglian Li Xin                                      | LAP                  |
| 17    | Ukraine             | Julija Krol Tetjana Antypenko Walentyna Kaminska Wiktorija Olech                 | LAP                  |

Datum: 28. Februar 2019
Weltmeisterinnen 2017:  Norwegen | Maiken Caspersen Falla, Heidi Weng, Astrid Uhrenholdt Jacobsen, Marit Bjørgen

Olympiasiegerinnen 2018:  Norwegen | Ingvild Flugstad Østberg, Astrid Uhrenholdt Jacobsen, Ragnhild Haga, Marit Bjørgen

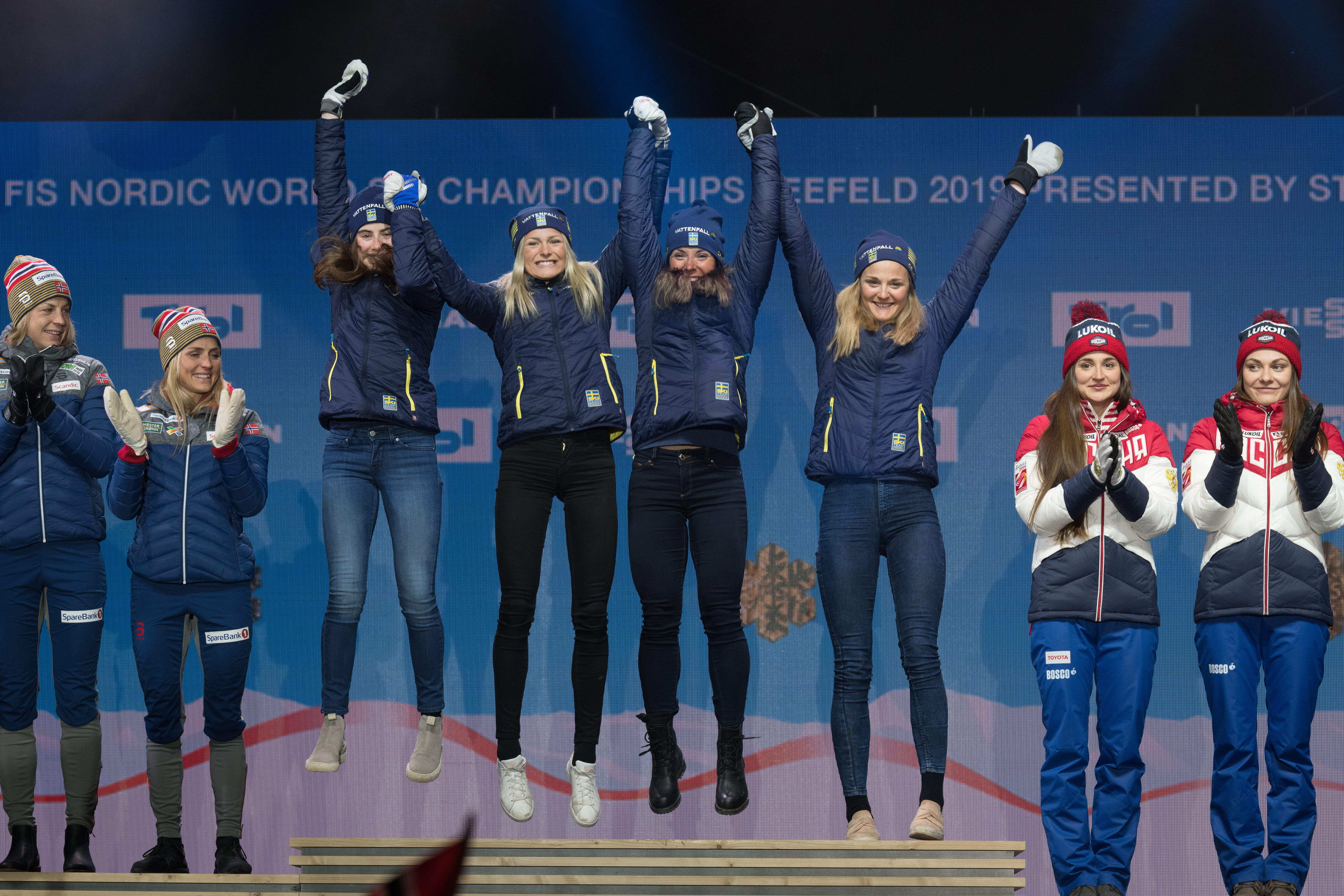
Gold für Schweden
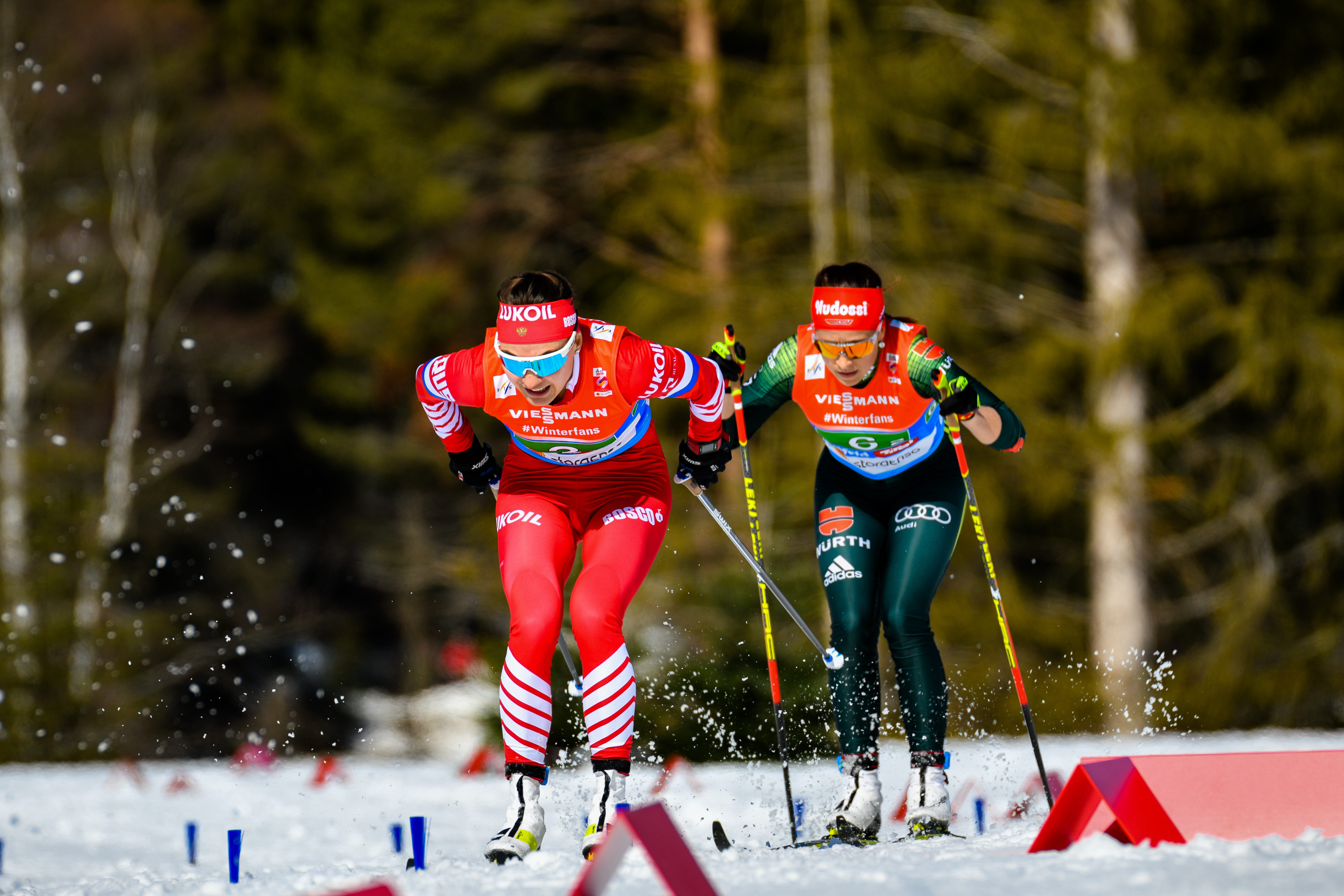
Katharina Hennig blieb als zweite deutsche Läuferin lange Zeit an der Russin Anastassija Sedowa dran
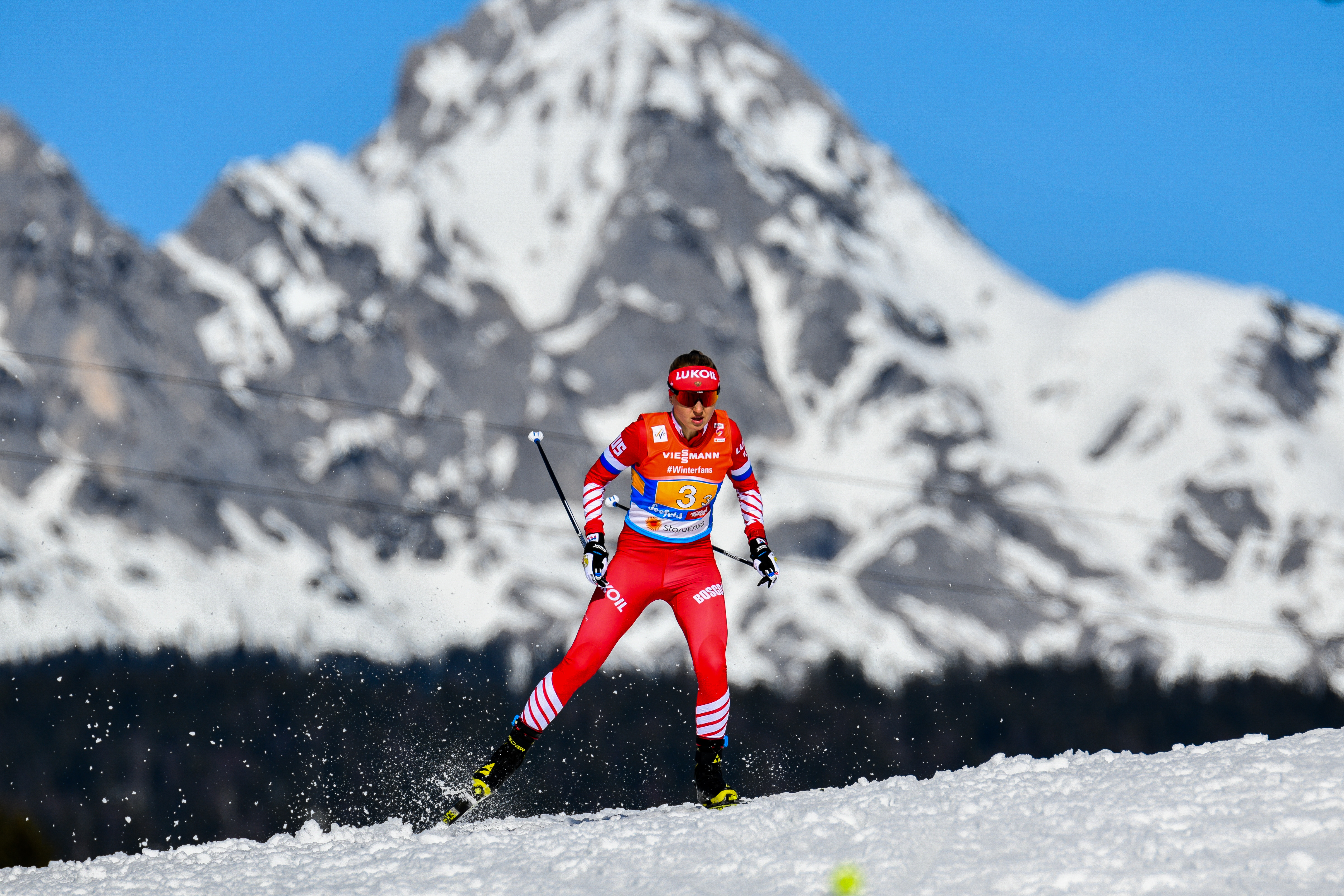
Nach dem Wechsel auf die freie Technik enteilte dann Anna Netschajewskaja …
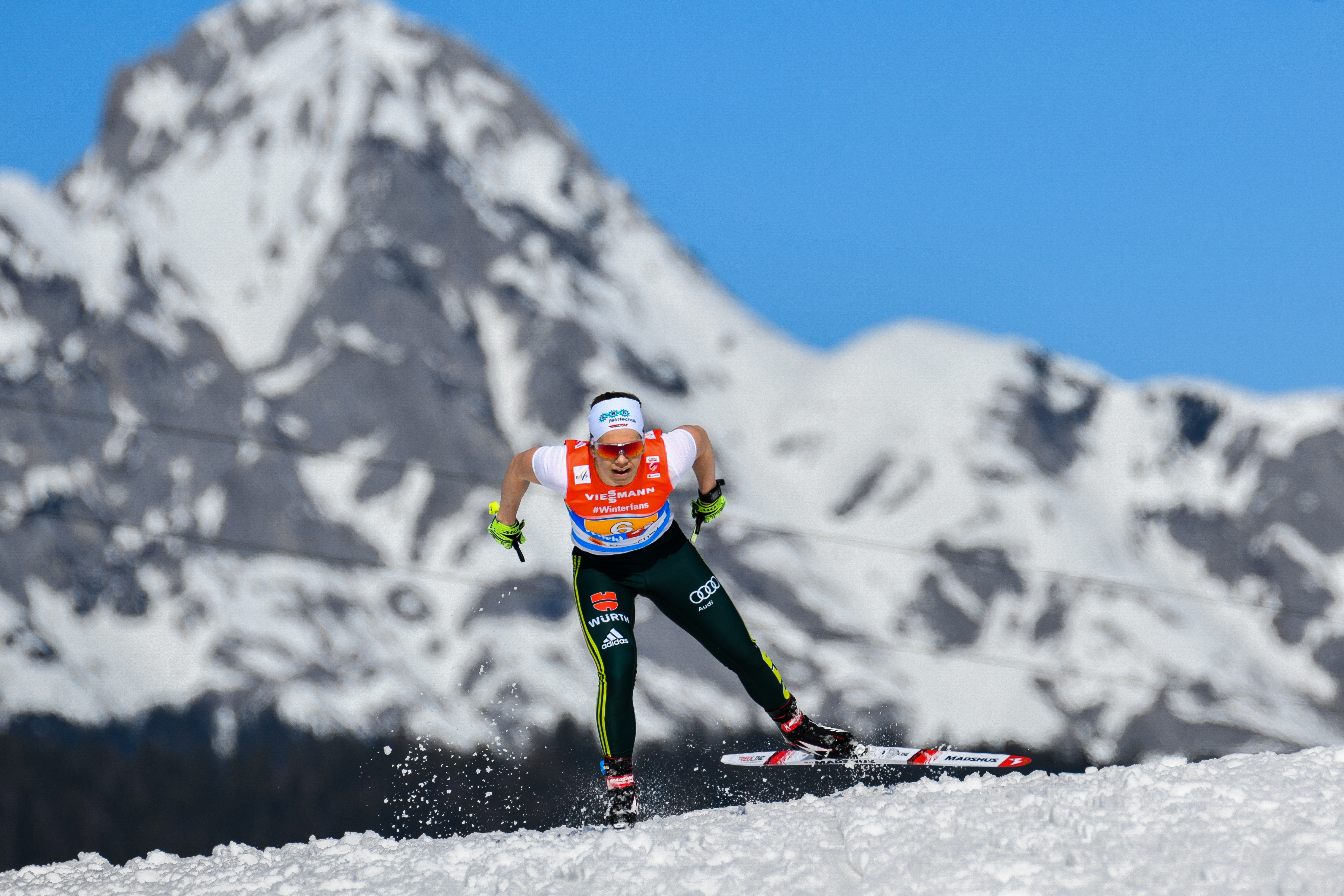
… der deutschen Vertreterin Sandra Ringwald, sodass …
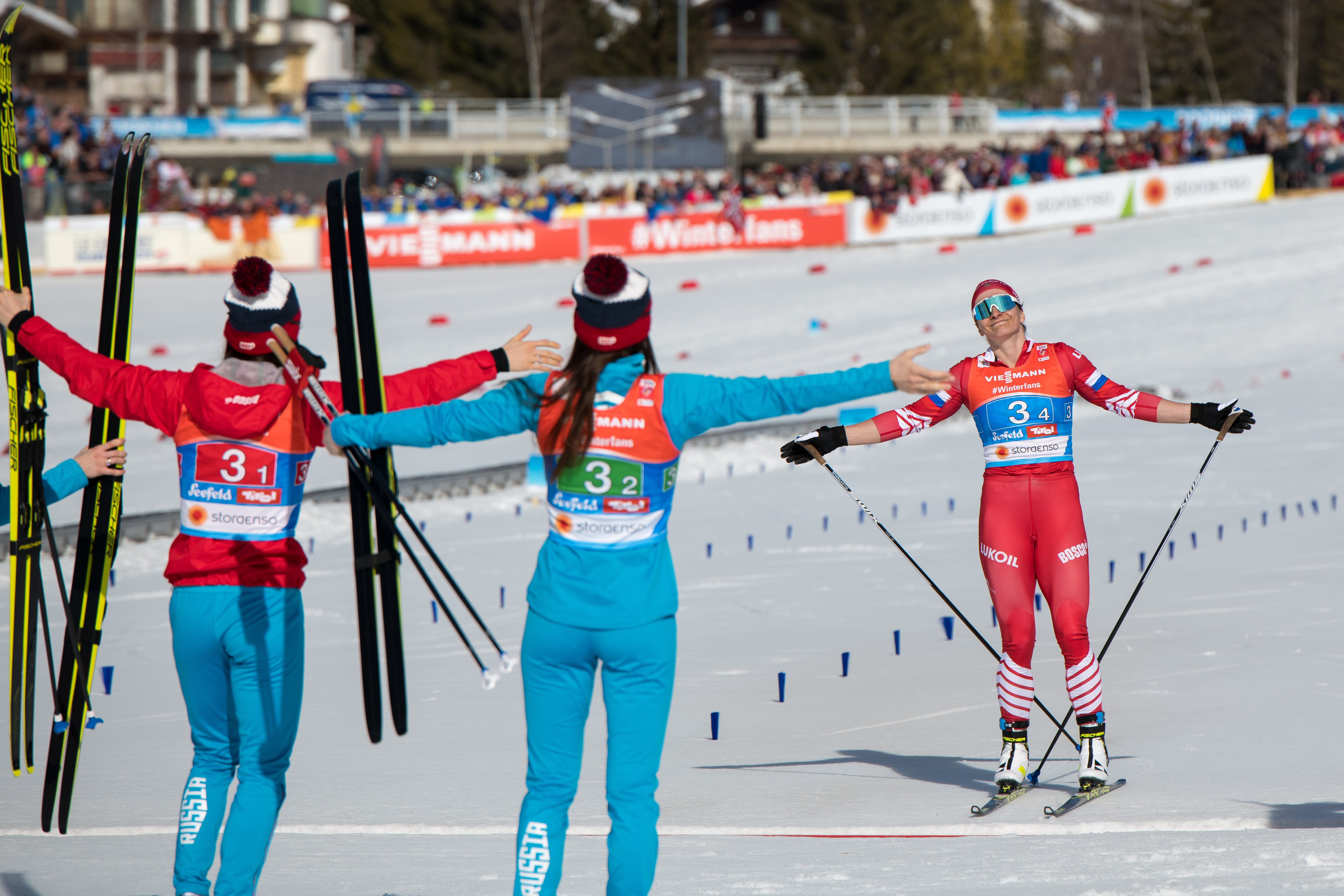
… die Russinnen Bronze gewannen

## Skispringen

### Teilnehmende Nationen
| - Bulgarien - Deutschland - Estland - Frankreich - Finnland - Italien - Norwegen - Österreich - Polen | - Rumänien - Russland - Schweden - Schweiz - Slowakei - Slowenien - Tschechien - Ukraine - Ungarn |

| - Volksrepublik China - Japan | - Kasachstan |

| - Kanada | - USA |

### Männer
Detaillierte Ergebnisse

#### Normalschanze

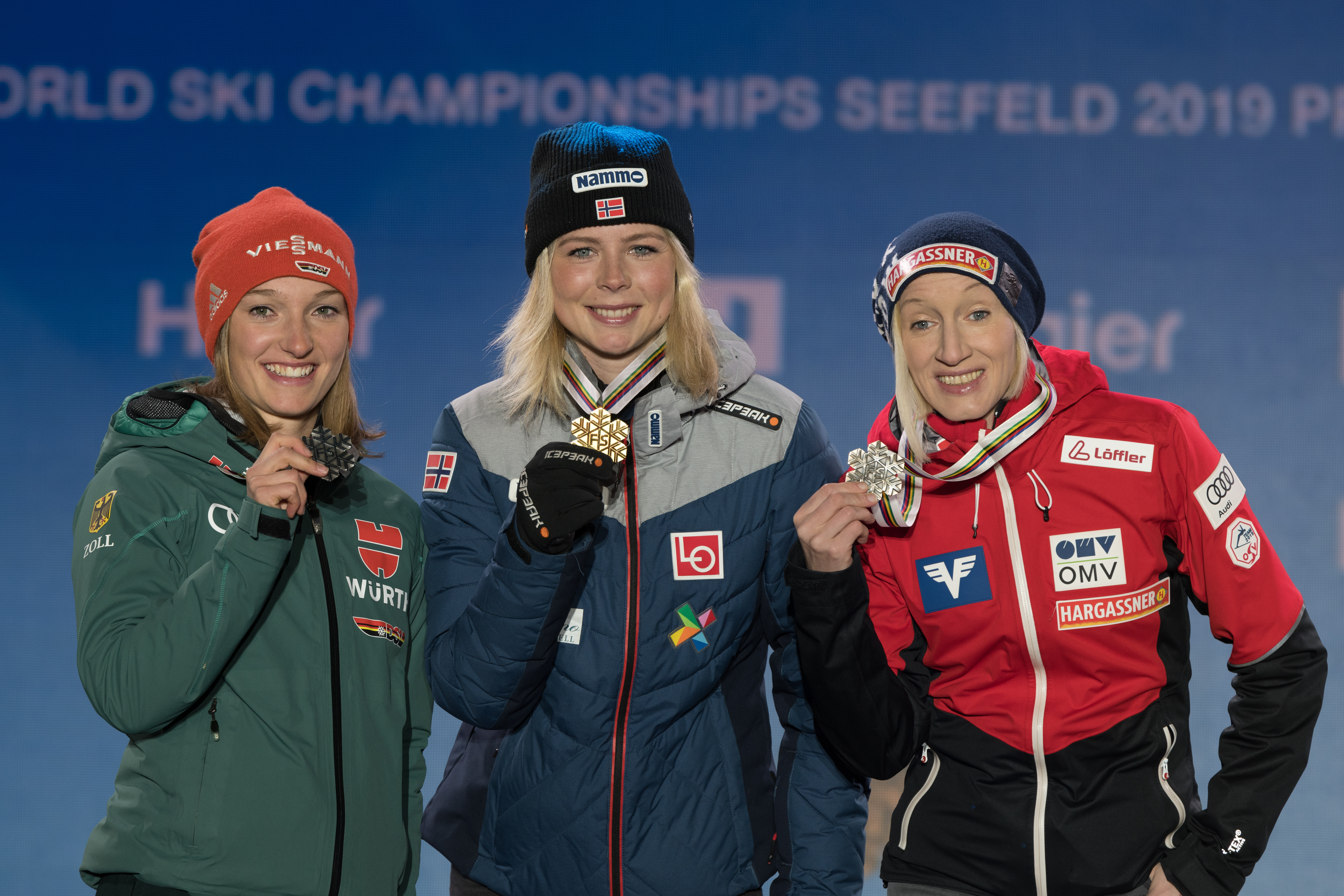
Die Medaillengewinnerinnen (v. l. n. r.): Katharina Althaus, Maren Lundby, Daniela Iraschko-Stolz

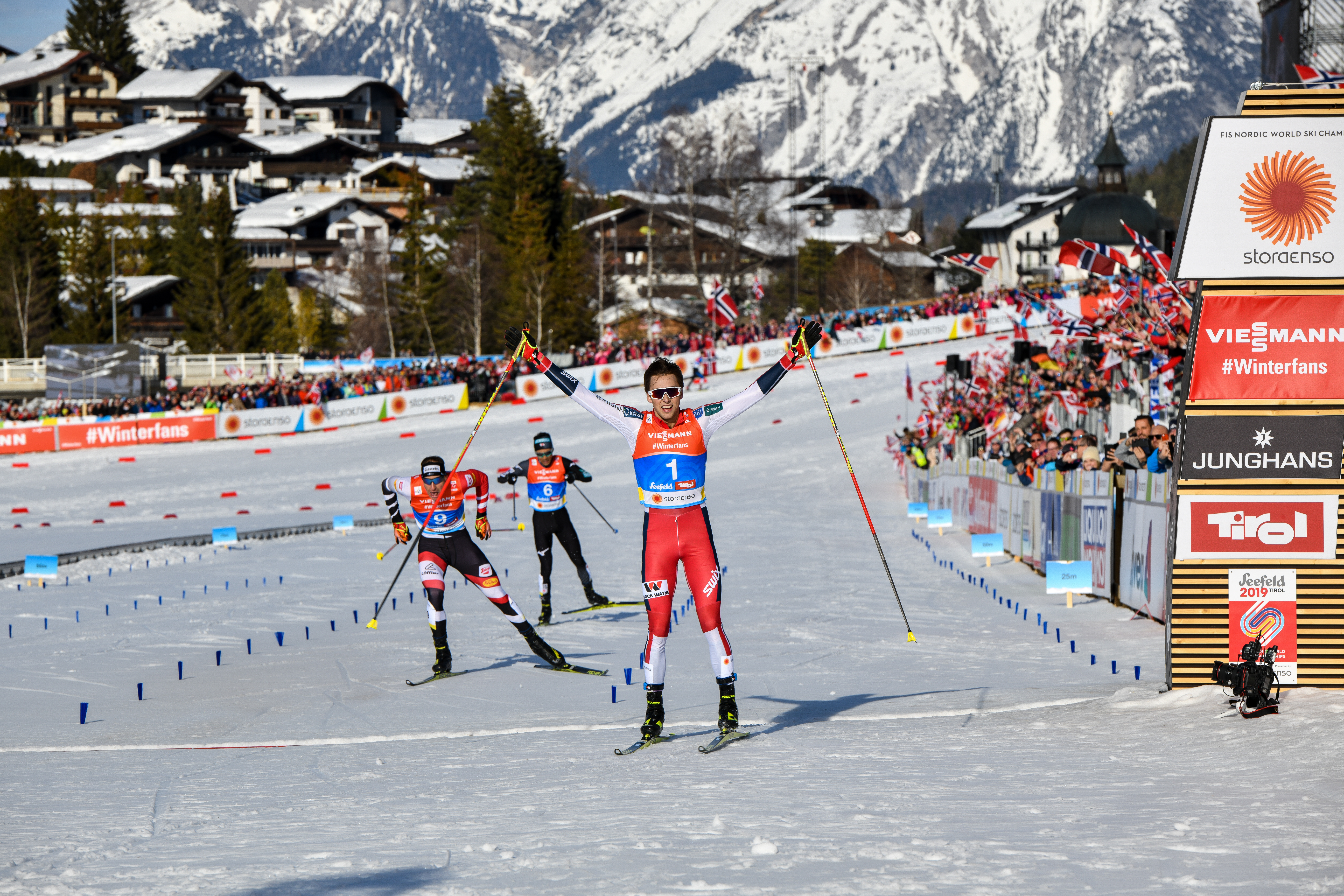
In einem Zielsprint setzte sich Jarl Magnus Riiber durch vor Bernhard Gruber und Akito Watabe

| Platz | Land | Sportler            | Weiten [m]  | Punkte |
| ----- | ---- | ------------------- | ----------- | ------ |
| 1     | POL  | Dawid Kubacki       | 093,0/104,5 | 218,3  |
| 2     | POL  | Kamil Stoch         | 091,5/101,5 | 215,5  |
| 3     | AUT  | Stefan Kraft        | 093,5/101,0 | 214,8  |
| 4     | AUT  | Philipp Aschenwald  | 091,0/103,5 | 214,5  |
| 5     | GER  | Richard Freitag     | 093,5/103,5 | 211,3  |
| 6     | GER  | Stephan Leyhe       | 096,5/099,0 | 210,6  |
| 7     | GER  | Markus Eisenbichler | 091,0/102,5 | 210,5  |
| 7     | JPN  | Yukiya Satō         | 092,0/099,0 | 210,5  |
| 9     | AUT  | Michael Hayböck     | 093,5/100,0 | 208,5  |
| 10    | SUI  | Killian Peier       | 098,5/098,0 | 207,4  |
|       |      |                     |             |        |
| 12    | SUI  | Simon Ammann        | 093,0/100,0 | 205,8  |
| 18    | GER  | Karl Geiger         | 100,0/092,5 | 199,0  |
| 21    | AUT  | Daniel Huber        | 097,0/094,0 | 197,0  |
|       |      |                     |             |        |
| 36    | SUI  | Luca Egloff         | 086,0       | 084,4  |
| 41    | SUI  | Andreas Schuler     | 086,5       | 078,7  |
| 44    | AUT  | Jan Hörl            | 085,5       | 074,2  |

Datum: 1. März 2019

Normalschanze HS 109
Weltmeister 2017:  Stefan Kraft

Olympiasieger 2018:  Andreas Wellinger

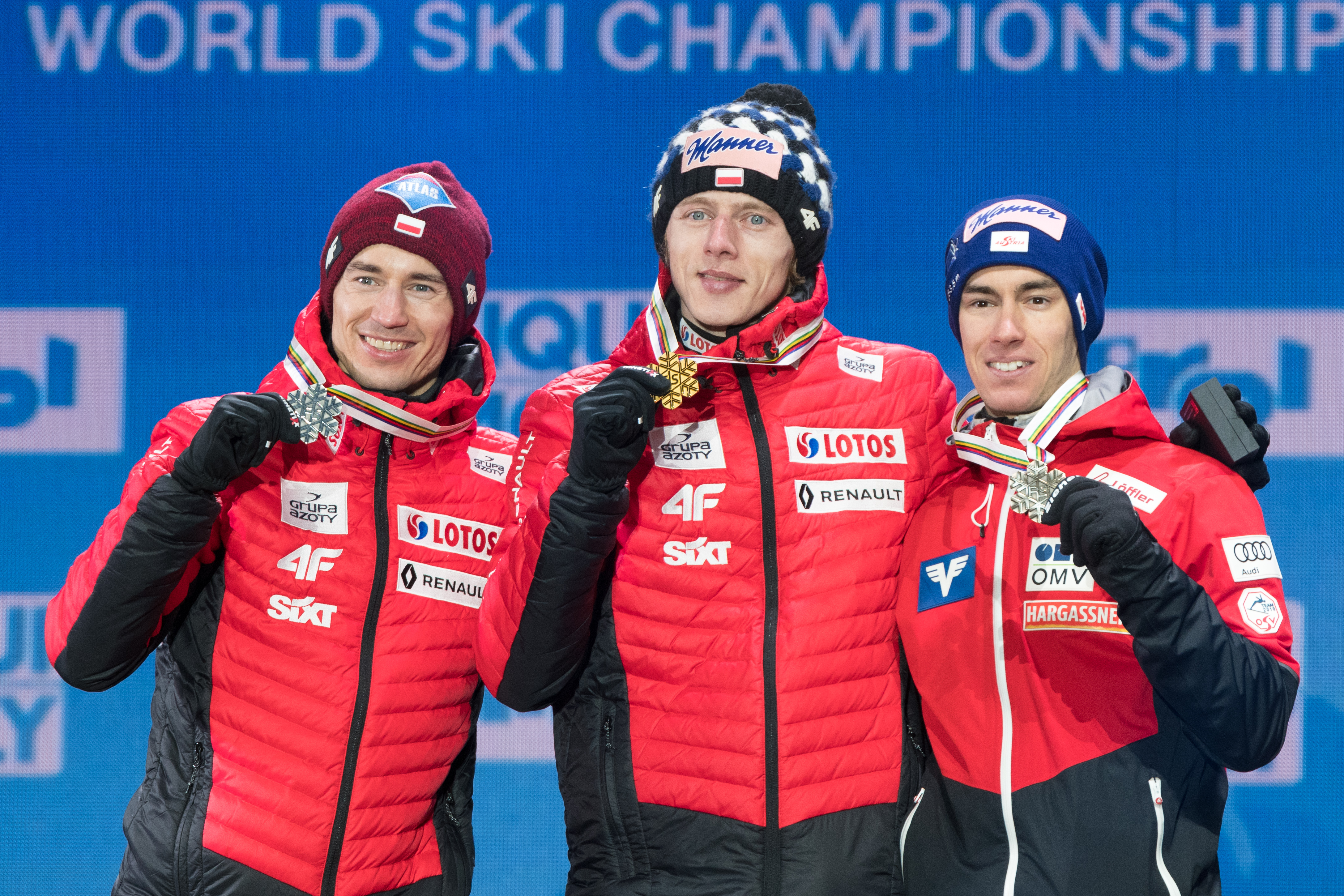
Die Medaillengewinner von der Normalschanze (v. l. n. r.): Kamil Stoch, Dawid Kubacki, Stefan Kraft

Der Wettbewerb litt im zweiten Durchgang unter einsetzendem Schneefall, der die Spur immer langsamer machte und damit insbesondere die Führenden des ersten Durchgangs traf. So wurden der Japaner Ryōyū Kobayashi, der deutsche Karl Geiger und der Slowene Žiga Jelar, die nach dem ersten Sprung auf den drei führenden Plätzen lagen, noch auf die Plätze 14, 18 und 27 durchgereicht. Profitieren konnten hingegen vor allem einige Springer, die nach verpatzten ersten Sprüngen im zweiten Durchgang früh an der Reihe waren, wie der Pole Dawid Kubacki, der sich von Rang 27 noch zum Weltmeistertitel sprang, oder die nach einer Unterbrechung, wie sie alle zehn Springer für eine Werbepause der Fernsehübertragungen eingelegt wurde, eine frisch ausgefegte Spur vorfanden, wie die Österreicher Stefan Kraft (von zehn auf drei) und Philipp Aschenwald (von 18 auf vier). Auch die Deutschen Richard Freitag (von 19 auf fünf), Markus Eisenbichler (von 25 auf sieben) und der Pole Kamil Stoch (von 18 auf zwei) konnten sich verbessern. Andere Springer, die nach dem ersten Durchgang noch unter den Top Ten lagen, wie der Slowene Peter Prevc (von fünf auf 24), der Tscheche Filip Sakala (von sechs auf 29) und die Norweger Thomas Aasen Markeng und Andreas Stjernen (von sieben auf 20 bzw. 25) litten ebenfalls unter den Bedingungen. Dass die Jury trotz der als irregulär empfundenen Bedingungen nicht eingriff und das Springen unter- oder gar abbrach, wurde von Teamverantwortlichen verschiedentlich kritisiert. So äußerte der sportliche Leiter der deutschen Mannschaft Horst Hüttel: „Der zweite Durchgang war komplett irregulär. Wenn das nicht irregulär ist, dann verstehe ich die Welt nicht mehr. Dafür gibt es ein Wettkampf-Management. Die haben kläglich versagt.“ Auch der deutsche Bundestrainer Werner Schuster meinte, dass das Ergebnis aufgrund der Witterungsbedingungen ungerecht sei: „Die Sportler Geiger und Kobayashi, die sind heute veräppelt worden. Die hätten sich auch eine Medaille verdient.“ Auch der österreichische Verbandspräsident Peter Schröcksnadel sprach von einer Lotterie und kritisierte das Festhalten am Zeitplan: „Wir haben Glück gehabt. Wir haben eine Bronzene in der Lotterie gewonnen und darüber freuen wir uns. Es war ein verrücktes Springen und für mich nicht regulär. (…) Mit längerem Zuwarten hätte man den dichtesten Schneefall übertauchen können, das schnelle Durchziehen nur für das Fernsehen ist nicht richtig gewesen.“

#### Großschanze

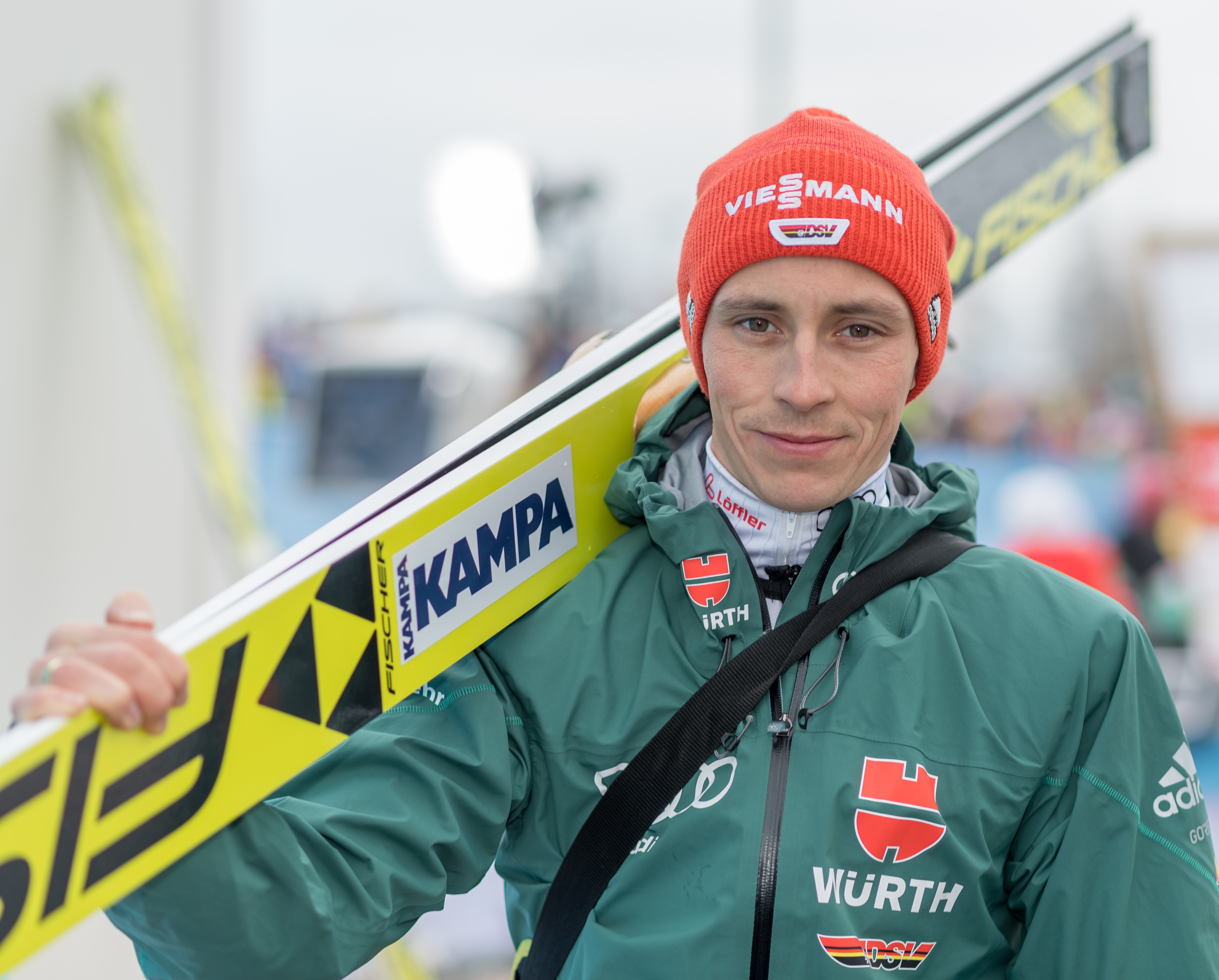
Bei allen Weltmeisterschaften seit 2011 gewann Eric Frenzel mindestens einmal Gold – hier in Seefeld im Einzel von der Großschanze und im Teamsprint

| Platz | Land | Sportler             | Weiten [m]  | Punkte |
| ----- | ---- | -------------------- | ----------- | ------ |
| 1     | GER  | Markus Eisenbichler  | 131,5/135,5 | 279,4  |
| 2     | GER  | Karl Geiger          | 131,0/130,5 | 267,3  |
| 3     | SUI  | Killian Peier        | 131,0/129,5 | 266,1  |
| 4     | JPN  | Ryōyū Kobayashi      | 133,5/126,5 | 262,0  |
| 5     | POL  | Kamil Stoch          | 128,5/129,5 | 259,4  |
| 6     | AUT  | Stefan Kraft         | 130,0/126,5 | 256,1  |
| 7     | NOR  | Johann André Forfang | 132,5/125,5 | 250,9  |
| 8     | NOR  | Robert Johansson     | 128,0/129,0 | 248,9  |
| 9     | GER  | Richard Freitag      | 125,5/129,5 | 248,7  |
| 10    | SLO  | Timi Zajc            | 127,0/124,0 | 245,5  |
| 11    | AUT  | Daniel Huber         | 126,0/125,5 | 242,0  |
|       |      |                      |             |        |
| 13    | AUT  | Philipp Aschenwald   | 120,0/128,0 | 239,9  |
| 14    | AUT  | Michael Hayböck      | 122,0/125,5 | 233,7  |
| 15    | SUI  | Simon Ammann         | 122,5/126,0 | 230,6  |
| 24    | AUT  | Manuel Fettner       | 117,5/122,5 | 219,0  |
| 26    | SUI  | Andreas Schuler      | 117,5/119,0 | 212,6  |
|       |      |                      |             |        |
| 32    | GER  | Andreas Wellinger    | 119,5       | 103,1  |
| 38    | SUI  | Luca Egloff          | 112,5       | 093,9  |

Datum: 23. Februar 2019

Großschanze HS 130
Weltmeister 2017:  Stefan Kraft

Olympiasieger 2018:  Kamil Stoch

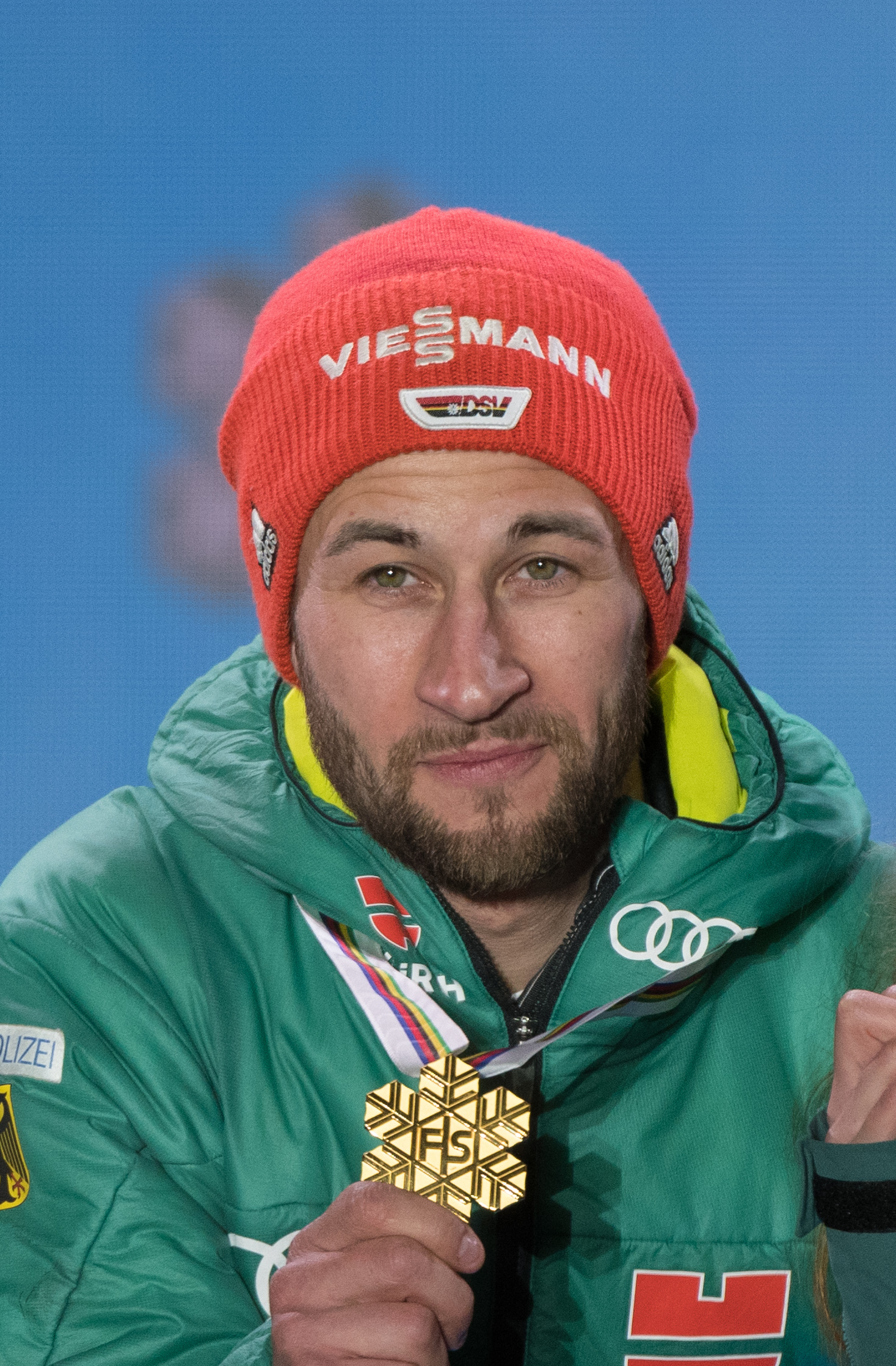
Weltmeister Markus Eisenbichler

Am Qualifikationswettkampf für das Springen auf der Großschanze nahmen 61 Springer aus 19 Nationen teil, von denen sich 50 Sportler aus 18 Ländern für den eigentlichen Wettkampf qualifizierten. Lediglich Ungarn, für das einzig der 17-Jährige Flórián Molnár an der Qualifikation teilnahm, stellte keinen Springer im Wettkampf. In der Qualifikation, die sämtliche Favoriten überstanden, setzte sich der Deutsche Markus Eisenbichler vor seinem Landsmann Karl Geiger und dem Schweizer Killian Peier durch. Der Weltcupführende Ryōyū Kobayashi aus Japan wurde Vierter, während Titelverteidiger Stefan Kraft und Olympiasieger Kamil Stoch lediglich die Plätze zehn und elf belegten. Mit dem Schweizer Luca Egloff, dem Kasachen Sergei Tkatschenko, dem Esten Kevin Maltsev, den US-Amerikanern Casey Larson und Andrew Urlaub sowie dem Ukrainer Witalij Kalinitschenko qualifizierten sich sechs Springer, die in ihrer Karriere zuvor noch keine Weltcuppunkte erzielt hatten, für den Wettkampf.
Im Wettkampf selbst spiegelte sich das Ergebnis der Qualifikation weitgehend wider: Nach dem ersten Durchgang führte der Schweizer Peier, der bislang noch keine Podiumsplatzierung im Weltcup vorweisen konnte, knapp mit 1,2 Punkten Vorsprung vor Eisenbichler und 2,6 Punkte vor Kobayashi. Geiger belegte 0,1 Punkt hinter Kobayashi den vierten Rang. Es folgte ein deutlicher Abstand zu Titelverteidiger Kraft und dem Norweger Johann André Forfang, die als gemeinsame Fünfte bereits 6,7 Punkte hinter dem Bronzerang zurück lagen. Der Olympiasieger von der Normalschanze aus Pyeongchang Andreas Wellinger schied als 32. überraschend bereits im ersten Durchgang aus und wurde daraufhin für die weiteren Wettbewerbe nicht mehr nominiert. Hingegen gelang dem Schweizer Andreas Schuler, der in der laufenden Saison erst einen Weltcuppunkt erreicht hatte, als 28. der Sprung in den zweiten Durchgang. In diesem blieben die vier Führenden des ersten Durchgangs auch weiterhin das Maß der Dinge. Zwar konnte Kamil Stoch als zweitbester Springer des zweiten Durchgangs noch deutlich aufholen und vor den letzten vier Startern die Führung übernehmen, aber sein Rückstand aus dem ersten Sprung war schlussendlich zu groß, um noch in die Medaillenentscheidungen eingreifen zu können. Als erster des Spitzenquartetts ging Karl Geiger an den Start und legte mit einer Weite von 130,5 Metern und 132,1 Punkten die Messlatte für die Konkurrenz. Im Anschluss erreichte Ryōyū Kobayashi nur 126,5 Meter und büßte seinen hauchdünnen Vorsprung vor Geiger ein, blieb aber vor Stoch. Markus Eisenbichler flog auf 135,5 Meter und erreichte damit die höchste Weite des gesamten Wettkampfs. Er setzte sich damit deutlich ab und lag im Gesamtergebnis 12,1 Punkte vor Geiger und 17,4 Punkte vor Kobayashi. Killian Peier hätte nun ähnlich springen müssen, um die knappe Führung zu behaupten. Er erreichte jedoch „nur“ 129,5 Meter und verlor damit nicht nur die Führung, sondern musste auch noch Geiger vorbeiziehen lassen. Mit der Bronzemedaille erreichte er aber nicht nur den bisher größten Erfolg seiner Karriere, sondern auch das beste WM-Ergebnis eines Schweizer Skispringers seit 2011, als Simon Ammann ebenfalls die Bronzemedaille von der Großschanze gewann. Für Geiger, der seine erste Einzelmedaille bei Weltmeisterschaften gewann, und Eisenbichler war es der bisher jeweils größte Erfolg der bisherigen Laufbahn.

#### Mannschaft
| Platz | Land        | Sportler                                                                     | Weiten [m]                                      | Punkte |
| ----- | ----------- | ---------------------------------------------------------------------------- | ----------------------------------------------- | ------ |
| 1     | Deutschland | Karl Geiger Richard Freitag Stephan Leyhe Markus Eisenbichler                | 129,0/130,0 121,0/120,0 126,0/128,5 128,0/128,5 | 987,5  |
| 2     | Österreich  | Philipp Aschenwald Michael Hayböck Daniel Huber Stefan Kraft                 | 117,0/118,0 122,5/120,5 126,5/126,5 125,0/123,5 | 930,9  |
| 3     | Japan       | Yukiya Satō Daiki Itō Junshirō Kobayashi Ryōyū Kobayashi                     | 119,5/125,0 117,0/116,0 127,0/126,0 127,0/123,0 | 920,2  |
| 4     | Polen       | Piotr Żyła Stefan Hula Dawid Kubacki Kamil Stoch                             | 121,5/119,5 113,5/116,5 127,0/126,5 125,0/122,5 | 909,1  |
| 5     | Norwegen    | Halvor Egner Granerud Andreas Stjernen Johann André Forfang Robert Johansson | 117,5/121,5 123,5/120,5 122,0/127,0 117,5/121,0 | 900,2  |
| 6     | Slowenien   | Anže Lanišek Peter Prevc Žiga Jelar Timi Zajc                                | 117,0/118,0 123,0/120,0 117,0/119,0 121,0/117,0 | 858,7  |
| 7     | Schweiz     | Andreas Schuler Luca Egloff Simon Ammann Killian Peier                       | 112,0/108,0 111,5/110,5 125,5/123,0 127,0/128,5 | 837,0  |
| 8     | Tschechien  | Viktor Polášek Tomáš Vančura Čestmír Kožíšek Roman Koudelka                  | 119,0/121,5 118,0/106,0 118,5/112,0 120,5/122,0 | 814,4  |
| 9     | Russland    | Denis Kornilow Dmitri Wassiljew Roman Trofimow Jewgeni Klimow                | 109,5 111,5 115,0 123,5                         | 370,9  |
| 10    | Finnland    | Jarkko Määttä Andreas Alamommo Eetu Nousiainen Antti Aalto                   | 110,5 106,5 115,5 118,0                         | 354,1  |
| 11    | USA         | Patrick Gasienica Andrew Urlaub Kevin Bickner Casey Larson                   | 103,0 111,0 121,0 113,0                         | 342,5  |
| 12    | Kasachstan  | Gleb Safonow Sabyrschan Muminow Sergei Tkatschenko Nikita Dewjatkin          | 075,0 102,5 116,0 084,0                         | 214,6  |

Datum: 24. Februar 2019

Großschanze HS 130
Weltmeister 2017:  Polen | Piotr Żyła, Dawid Kubacki, Maciej Kot, Kamil Stoch

Olympiasieger 2018:  Norwegen | Johann André Forfang, Robert Johansson, Andreas Stjernen, Daniel-André Tande

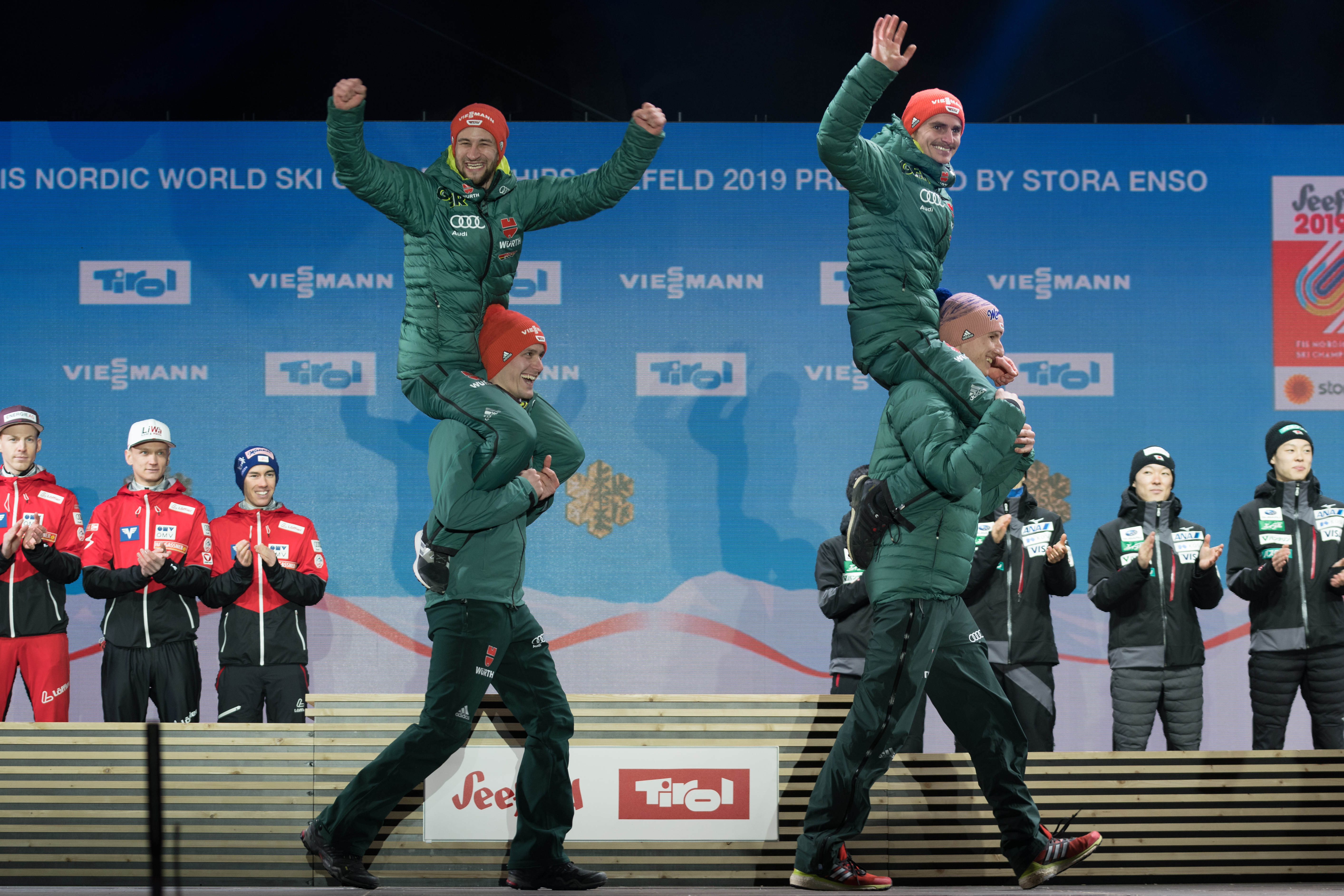
Deutschland gewann das Teamspringen von der Großschanze

Das Mannschaftsspringen der Männer wurde vom ersten Sprung an von der deutschen Mannschaft dominiert, die in vier der acht Durchgänge den besten Sprung zeigte, dreimal den zweitbesten und einmal den drittbesten Sprung. Für die deutsche Mannschaft war es der erste Mannschaftstitel von der Großschanze seit 2001. Hingegen hatten Titelverteidiger Polen mit Stefan Hula und Olympiasieger Norwegen mit Spitzenspringer Robert Johansson je einen Springer in ihren Reihen, der im Vergleich zu seinen Mannschaftskameraden deutlich abfiel. So nutzten Österreich, Bronzemedaillengewinner von 2017, und Japan, das erstmals seit zehn Jahren eine Mannschaftsmedaille gewann, die Chance und reihten sich hinter der deutschen Mannschaft ein. Auch am unteren Ende der Tabelle war die Lage eindeutig: Russland lag trotz eines guten abschließenden Sprunges von Jewgeni Klimow als Neunter nach den ersten vier Sprüngen über 40 Punkte hinter Tschechien und Platz acht und schied damit gemeinsam mit Finnland, den Vereinigten Staaten und Kasachstan nach dem ersten Durchgang aus.

### Frauen
Detaillierte Ergebnisse

#### Normalschanze
| Platz | Land | Sportlerin                 | Weiten [m]  | Punkte |
| ----- | ---- | -------------------------- | ----------- | ------ |
| 1     | NOR  | Maren Lundby               | 106,5/104,5 | 259,6  |
| 2     | GER  | Katharina Althaus          | 108,0/107,0 | 259,1  |
| 3     | AUT  | Daniela Iraschko-Stolz     | 101,0/105,5 | 247,6  |
| 4     | GER  | Juliane Seyfarth           | 104,0/101,5 | 244,4  |
| 5     | AUT  | Eva Pinkelnig              | 102,0/103,0 | 241,8  |
| 6     | JPN  | Sara Takanashi             | 101,5/102,0 | 236,7  |
| 7     | SLO  | Nika Križnar               | 101,5/102,5 | 236,1  |
| 8     | SLO  | Urša Bogataj               | 102,0/099,0 | 231,7  |
| 9     | NOR  | Anna Odine Strøm           | 102,0/099,5 | 230,6  |
| 10    | GER  | Carina Vogt                | 100,5/098,5 | 224,3  |
|       |      |                            |             |        |
| 16    | AUT  | Jacqueline Seifriedsberger | 095,0/094,5 | 212,3  |
| 18    | GER  | Ramona Straub              | 092,5/101,0 | 209,9  |
| 24    | GER  | Anna Rupprecht             | 093,0/096,0 | 203,5  |
| 26    | AUT  | Chiara Hölzl               | 093,0/095,0 | 201,6  |

Datum: 27. Februar 2019

Normalschanze HS 109
Weltmeisterin 2017:  Carina Vogt

Olympiasiegerin 2018:  Maren Lundby

#### Mannschaft
| Platz | Land        | Sportlerinnen                                                                | Weiten [m]                                      | Punkte |
| ----- | ----------- | ---------------------------------------------------------------------------- | ----------------------------------------------- | ------ |
| 1     | Deutschland | Juliane Seyfarth Ramona Straub Carina Vogt Katharina Althaus                 | 098,0/095,0 106,0/100,0 099,0/092,5 104,5/099,5 | 898,9  |
| 2     | Österreich  | Eva Pinkelnig Jacqueline Seifriedsberger Chiara Hölzl Daniela Iraschko-Stolz | 099,5/099,5 092,5/096,0 099,0/096,5 104,5/096,5 | 880,3  |
| 3     | Norwegen    | Anna Odine Strøm Ingebjørg Saglien Bråten Silje Opseth Maren Lundby          | 097,5/097,0 096,0/090,0 097,5/094,5 108,0/100,5 | 876,9  |
| 4     | Slowenien   | Špela Rogelj Jerneja Brecl Nika Križnar Urša Bogataj                         | 089,0/097,5 096,5/094,0 095,5/091,0 101,0/099,5 | 828,1  |
| 5     | Russland    | Anna Schpynjowa Alexandra Kustowa Lidija Jakowlewa Sofja Tichonowa           | 087,5/102,5 093,0/092,5 097,0/091,0 104,0/098,5 | 820,3  |
| 6     | Japan       | Yūki Itō Kaori Iwabuchi Nozomi Maruyama Sara Takanashi                       | 092,0/104,5 088,0/088,0 096,0/092,5 101,0/093,5 | 806,1  |
| 7     | Frankreich  | Léa Lemare Joséphine Pagnier Océane Avocat Gros Lucile Morat                 | 088,0/090,5 091,5/095,5 087,5/085,0 096,5/088,0 | 718,1  |
| 8     | Italien     | Elena Runggaldier Veronica Gianmoena Giada Tomaselli Lara Malsiner           | 093,5/097,5 087,0/081,0 078,5/076,0 097,5/100,0 | 690,5  |
| 9     | Tschechien  | Marta Křepelková Štěpánka Ptáčková Karolína Indráčková Zdeňka Pešatová       | 075,0 083,5 087,0 090,5                         | 326,6  |
| 10    | USA         | Logan Sankey Nina Lussi Tara Geraghty-Moats Nita Englund                     | 072,0 075,5 078,5 093,0                         | 291,6  |
| 11    | Kasachstan  | Walentina Sderschikowa Dajana Pecha Weronika Schischkina Alina Tuchtajewa    | 070,5 063,5 080,5 065,0                         | 207,8  |

Datum: 26. Februar 2019

Normalschanze HS 109

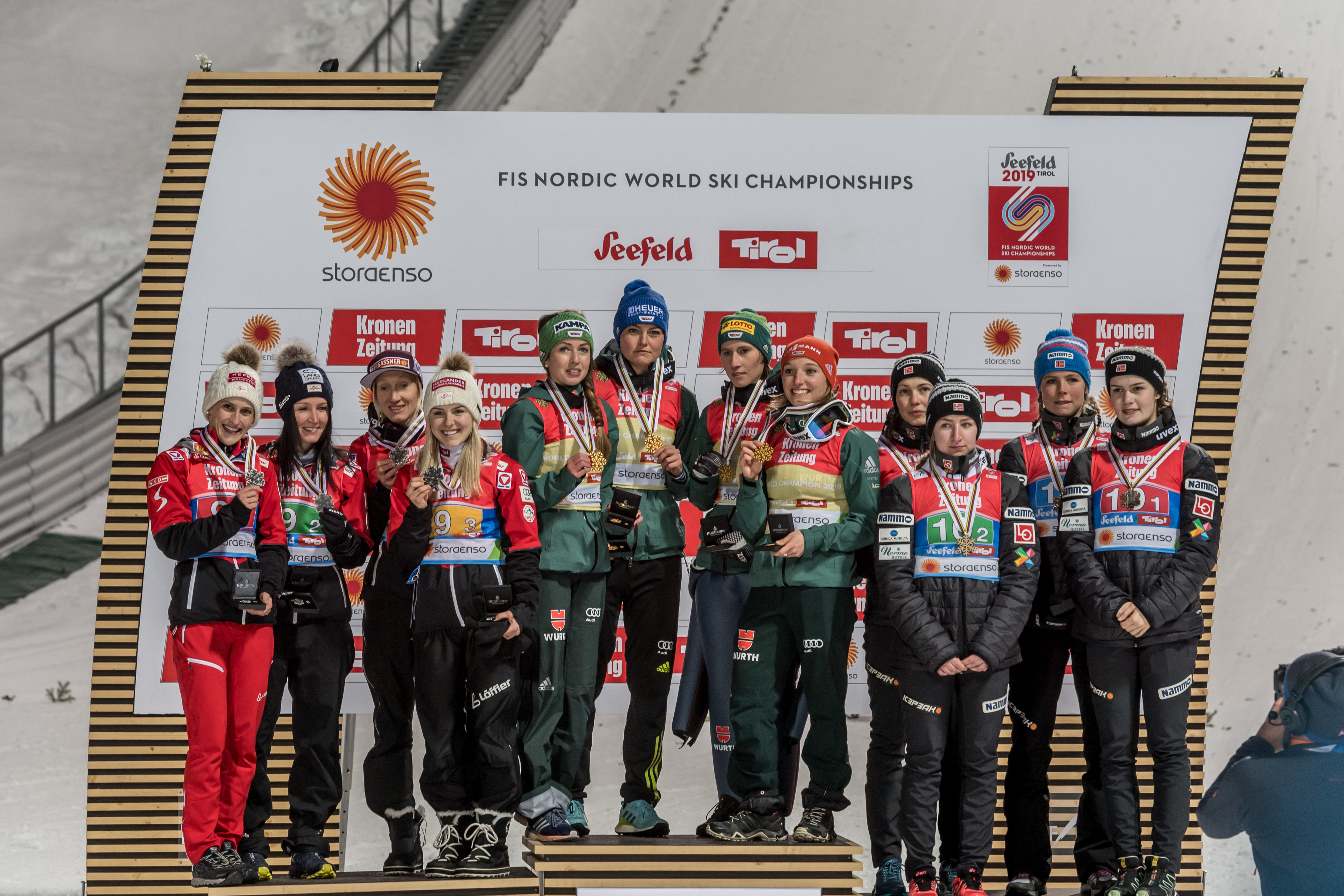
Siegerehrung Mannschaftsspringen der Frauen

Weltmeisterinnen 2017: nicht im Programm

Olympiasiegerinnen 2018: nicht im Programm

### Mixed
Detaillierte Ergebnisse
| Platz | Land        | Sportler                                                                          | Weiten [m]                                      | Punkte |
| ----- | ----------- | --------------------------------------------------------------------------------- | ----------------------------------------------- | ------ |
| 1     | Deutschland | Katharina Althaus Markus Eisenbichler Juliane Seyfarth Karl Geiger                | 107,5/103,0 104,5/107,0 100,5/103,0 103,5/107,0 | 1012,2 |
| 2     | Österreich  | Eva Pinkelnig Philipp Aschenwald Daniela Iraschko-Stolz Stefan Kraft              | 105,5/103,5 110,0/101,0 100,5/102,5 096,5/104,5 | 989,9  |
| 3     | Norwegen    | Anna Odine Strøm Robert Johansson Maren Lundby Andreas Stjernen                   | 097,5/102,5 106,5/103,5 099,0/105,5 091,5/102,0 | 938,4  |
| 4     | Slowenien   | Urša Bogataj Žiga Jelar Nika Križnar Peter Prevc                                  | 102,5/101,0 099,5/104,0 098,5/108,5 095,5/100,5 | 930,8  |
| 5     | Japan       | Yūki Itō Yukiya Satō Sara Takanashi Ryōyū Kobayashi                               | 100,5/095,0 103,5/102,0 091,0/099,5 097,0/113,0 | 928,6  |
| 6     | Polen       | Kinga Rajda Dawid Kubacki Kamila Karpiel Kamil Stoch                              | 091,5/097,0 112,0/110,0 091,5/097,0 100,0/105,5 | 914,9  |
| 7     | Russland    | Anna Schpynjowa Dmitri Wassiljew Sofja Tichonowa Jewgeni Klimow                   | 097,5/100,5 099,5/104,0 096,0/098,5 101,5/099,0 | 896,2  |
| 8     | Italien     | Elena Runggaldier Sebastian Colloredo Lara Malsiner Alex Insam                    | 097,5/095,5 093,0/097,5 098,5/100,5 086,5/094,5 | 801,4  |
| 9     | Tschechien  | Karolína Indráčková Viktor Polášek Štěpánka Ptáčková Roman Koudelka               | 091,0 097,5 092,0 096,0                         | 374,4  |
| 10    | USA         | Nina Lussi Kevin Bickner Nita Englund Casey Larson                                | 086,0 096,5 090,0 095,5                         | 364,9  |
| 11    | Finnland    | Susanna Forsström Jarkko Määttä Julia Kykkänen Antti Aalto                        | 090,0 091,0 087,5 097,0                         | 354,8  |
| 12    | Rumänien    | Andreea Diana Trâmbițaș Hunor Farkas Daniela Haralambie Radu Mihai Păcurar        | 078,5 081,0 100,0 088,5                         | 311,1  |
| 13    | Kasachstan  | Walentina Sderschikowa Sabyrschan Muminow Weronika Schischkina Sergei Tkatschenko | 088,5 087,5 0DSQ 096,0                          | 256,8  |

Datum: 2. März 2019

Normalschanze HS 109
Weltmeister 2017:  Deutschland | Carina Vogt, Markus Eisenbichler, Svenja Würth, Andreas Wellinger

Olympiasieger 2018: nicht im Programm

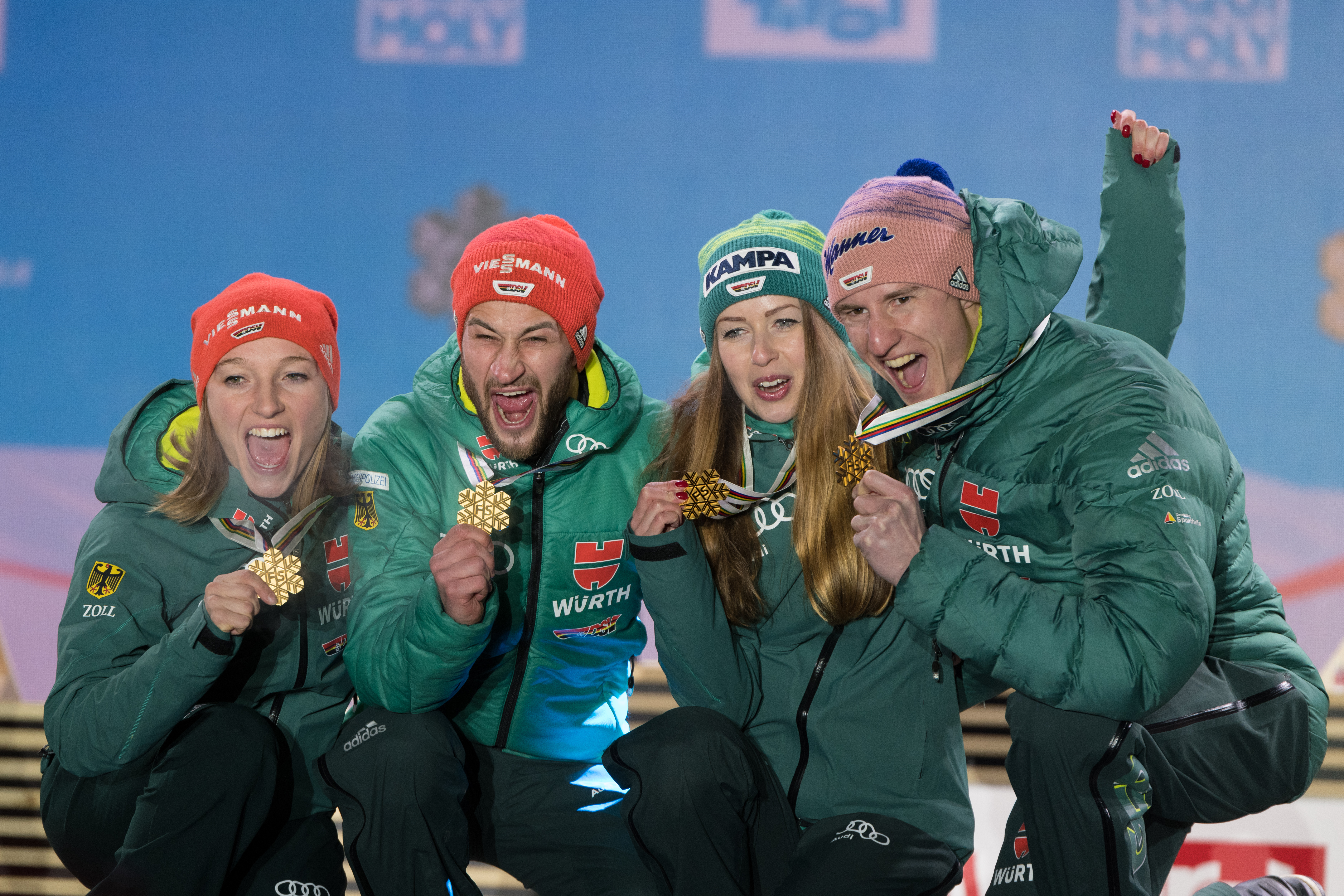
Das siegreiche deutsche Team
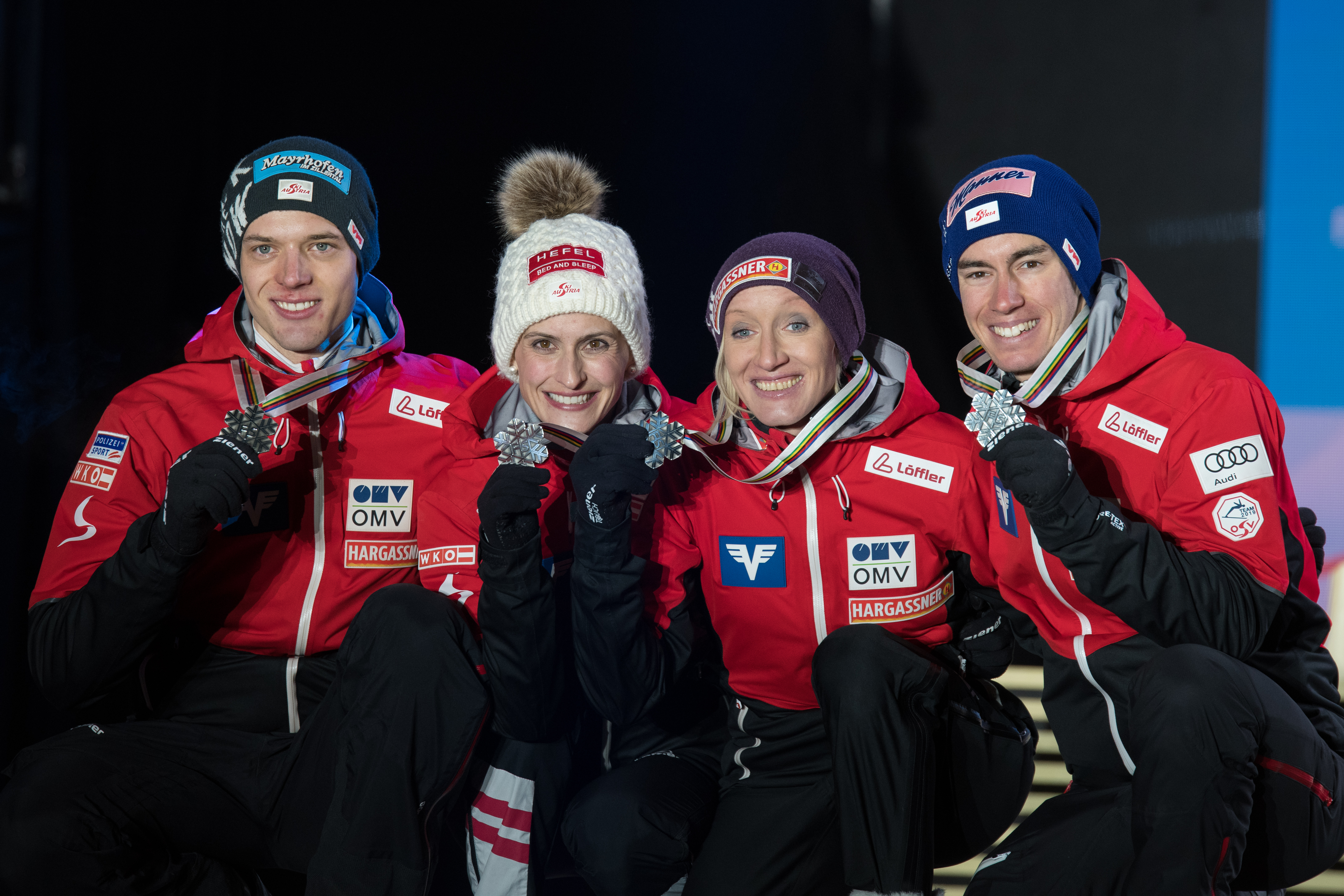
Silber ging an Österreich
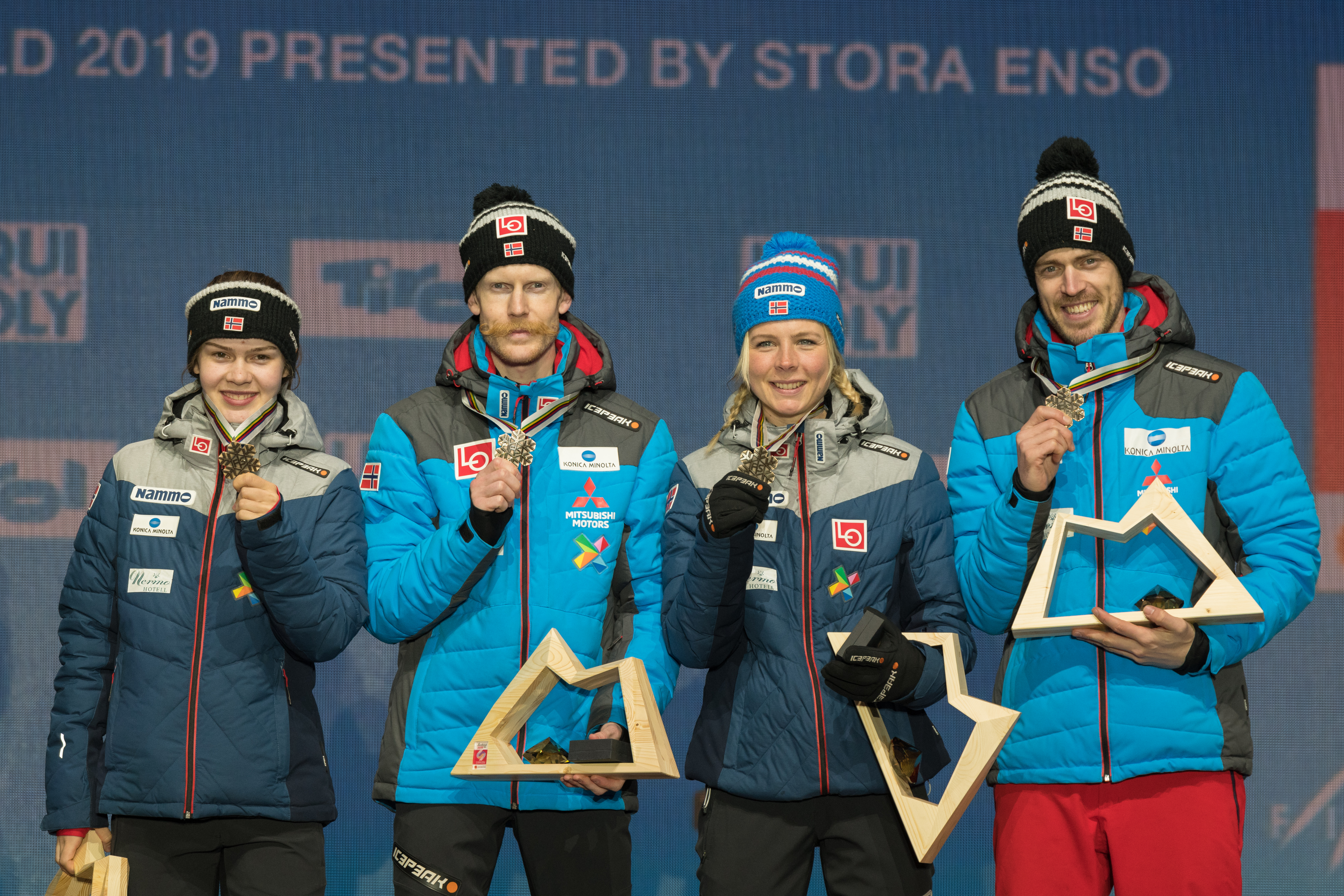
Das norwegische Team gewann Bronze

## Nordische Kombination

### Teilnehmende Nationen
| - Deutschland - Estland - Finnland - Frankreich - Italien - Norwegen - Österreich | - Polen - Russland - Schweiz - Slowenien - Tschechien - Ukraine |

| - Volksrepublik China - Japan | - Kasachstan |

| - Kanada | - USA |

### Normalschanze
| Platz | Sportler | Land               | Sprung Pkte./Pl. | Lauf Zeit/Pl. | Endzeit [min] |
| ----- | -------- | ------------------ | ---------------- | ------------- | ------------- |
| 1     | NOR      | Jarl Magnus Riiber | 135,6/01         | 25:01,3/8     | 25:01,3       |
| 2     | AUT      | Bernhard Gruber    | 130,2/08         | 24:40,7/04    | 25:02,7       |
| 3     | JPN      | Akito Watabe       | 130,4/06         | 24:44,9/06    | 25:05,9       |
| 4     | AUT      | Franz-Josef Rehrl  | 133,9/03         | 25:24,1/19    | 25:31,1       |
| 5     | FIN      | Ilkka Herola       | 114,6/24         | 24:13,7/01    | 25:37,7       |
| 6     | NOR      | Espen Bjørnstad    | 134,1/02         | 25:36,7/21    | 25:42,7       |
| 7     | AUT      | Mario Seidl        | 125,7/11         | 25:05,6/10    | 25:45,6       |
| 8     | GER      | Johannes Rydzek    | 116,6/17         | 24:39,1/03    | 25:55,1       |
| 9     | NOR      | Jørgen Graabak     | 112,8/27         | 24:40,8/05    | 26:11,8       |
| 10    | FIN      | Leevi Mutru        | 120,8/14         | 25:14,9/14    | 26:13,9       |
|       |          |                    |                  |               |               |
| 14    | GER      | Vinzenz Geiger     | 126,9/10         | 24:46,8/27    | 26:21,8       |
| 15    | AUT      | Martin Fritz       | 120,7/15         | 25:22,8/17    | 26:22,8       |
| 16    | GER      | Eric Frenzel       | 114,8/22         | 25:01,8/09    | 26:24,8       |
| 17    | GER      | Fabian Rießle      | 116,4/18         | 25:10,8/11    | 26:27,8       |
| 25    | GER      | Terence Weber      | 130,4/06         | 26:52,8/40    | 27:13,8       |
| 26    | SUI      | Tim Hug            | 106,3/07         | 25:17,8/15    | 27:14,8       |

Datum: 28. Februar 2019
Normalschanze HS 109/10 km
Weltmeister 2017:  Johannes Rydzek

Olympiasieger 2018:  Eric Frenzel

### Großschanze
| Platz | Land | Sportler           | Sprung Pkte./Pl. | Lauf Zeit/Pl. | Endzeit [min] |
| ----- | ---- | ------------------ | ---------------- | ------------- | ------------- |
| 1     | GER  | Eric Frenzel       | 138,5/01         | 23:43,0/16    | 23:43,0       |
| 2     | NOR  | Jan Schmid         | 136,1/03         | 23:37,3/13    | 23:47,3       |
| 3     | AUT  | Franz-Josef Rehrl  | 135,9/04         | 23:41,7/15    | 23:51,7       |
| 4     | AUT  | Mario Seidl        | 137,2/02         | 23:53,3/18    | 23:58,3       |
| 5     | NOR  | Jarl Magnus Riiber | 123,8/10         | 23:04,9/04    | 24:03,9       |
| 6     | JPN  | Akito Watabe       | 129,0/05         | 23:27,0/09    | 24:05,0       |
| 7     | GER  | Fabian Rießle      | 128,7/06         | 23:26,3/08    | 24:05,3       |
| 8     | FRA  | Antoine Gérard     | 124,0/09         | 23:14,6/05    | 24:12,6       |
| 9     | GER  | Johannes Rydzek    | 119,8/13         | 23:04,1/03    | 24:29,1       |
| 10    | AUT  | Bernhard Gruber    | 112,6/19         | 22:57,6/01    | 24:41,6       |
|       |      |                    |                  |               |               |
| 12    | GER  | Vinzenz Geiger     | 118,0/15         | 23:34,2/12    | 24:56,2       |
| 14    | GER  | Manuel Faißt       | 115,5/17         | 23:29,5/11    | 25:01,5       |
| 19    | SUI  | Tim Hug            | 108,8/22         | 23:53,7/19    | 25:52,7       |
| 31    | AUT  | Lukas Klapfer      | 120,6/12         | 26:03,5/46    | 27:15,5       |

Datum: 22. Februar 2019

Großschanze HS 130/10 km
Weltmeister 2017:  Johannes Rydzek

Olympiasieger 2018:  Johannes Rydzek

### Mannschaft
| Platz | Land        | Sportler                                                                    | Zeit/Rückstand |
| ----- | ----------- | --------------------------------------------------------------------------- | -------------- |
| 1     | Norwegen    | Espen Bjørnstad Jan Schmid Jørgen Graabak Jarl Magnus Riiber                | 0050:15,5 min  |
| 2     | Deutschland | Johannes Rydzek Eric Frenzel Fabian Rießle Vinzenz Geiger                   | 0000+1,0 s00   |
| 3     | Österreich  | Bernhard Gruber Mario Seidl Franz-Josef Rehrl Lukas Klapfer                 | 0000+5,0 s00   |
| 4     | Japan       | Gō Yamamoto Yoshito Watabe Hideaki Nagai Akito Watabe                       | 000+28,7 s00   |
| 5     | Finnland    | Arttu Mäkiaho Leevi Mutru Ilkka Herola Eero Hirvonen                        | 0+1:09,6 min   |
| 6     | Frankreich  | Laurent Muhlethaler Maxime Laheurte François Braud Antoine Gérard           | 0+1:12,0 min   |
| 7     | Italien     | Raffaele Buzzi Aaron Kostner Samuel Costa Alessandro Pittin                 | 0+2:39,1 min   |
| 8     | Polen       | Adam Cieślar Paweł Twardosz Szczepan Kupczak Paweł Słowiok                  | 0+2:54,0 min   |
| 9     | Tschechien  | Tomáš Portyk Lukáš Daněk Jan Vytrval Ondřej Pažout                          | 0+4:27,6 min   |
| 10    | USA         | Taylor Fletcher Grant Andrews Jared Shumate Ben Loomis                      | 0+6:49,7 min   |
| 11    | Russland    | Witali Iwanow Ernest Jachin Wjatscheslaw Barkow Alexander Paschajew         | 0+7:24,6 min   |
| 12    | Kasachstan  | Schyngghys Rakparow Eldar Orussajew Wjatscheslaw Botschkarjow Danil Gluchow | +14:43,7 min   |

Datum: 2. März 2019

Normalschanze HS 109/4 × 5 km
Weltmeister 2017:  Deutschland | Eric Frenzel, Björn Kircheisen, Fabian Rießle, Johannes Rydzek

Olympiasieger 2018:  Deutschland | Vinzenz Geiger, Fabian Rießle, Eric Frenzel, Johannes Rydzek

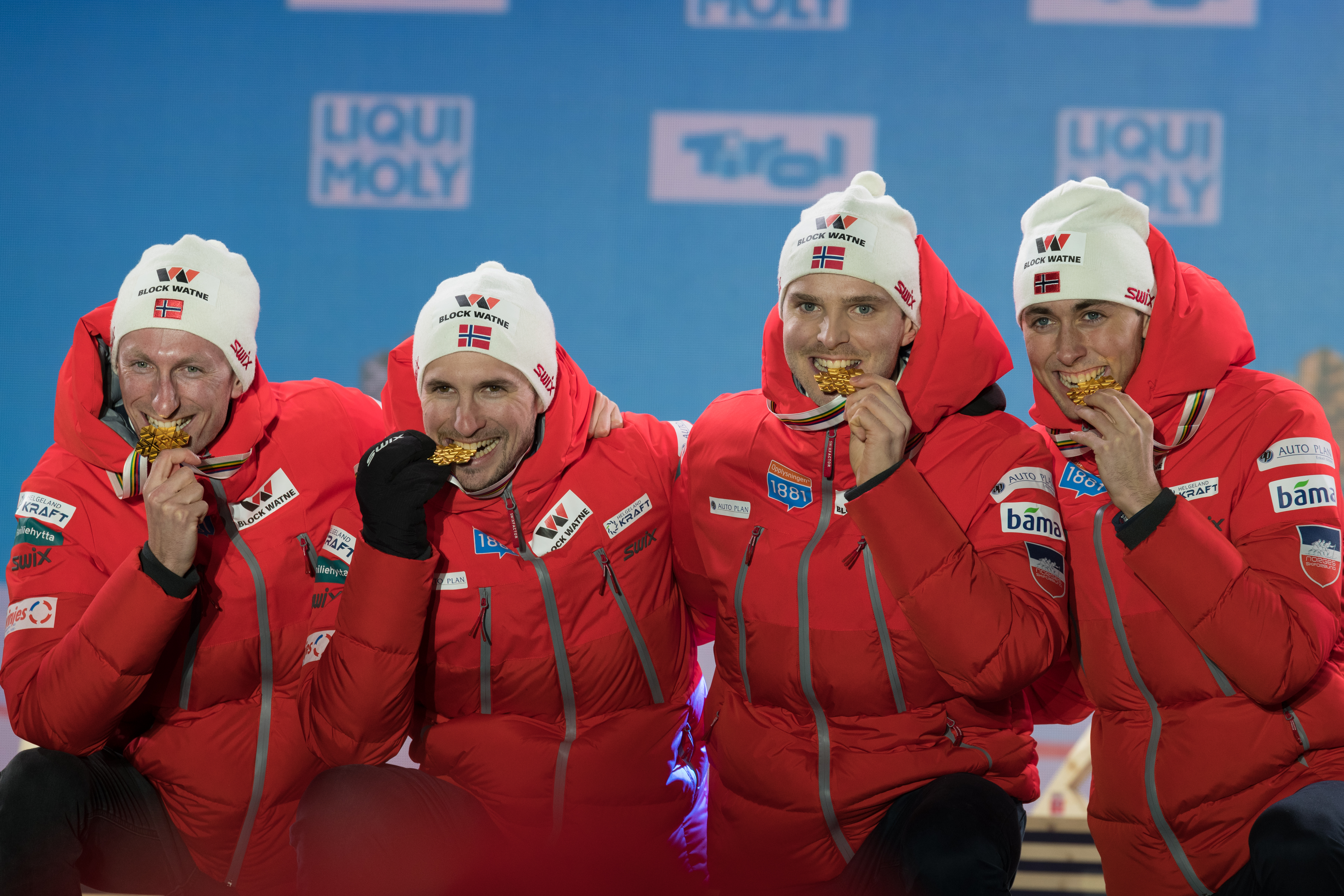
Mannschaftsweltmeister Norwegen
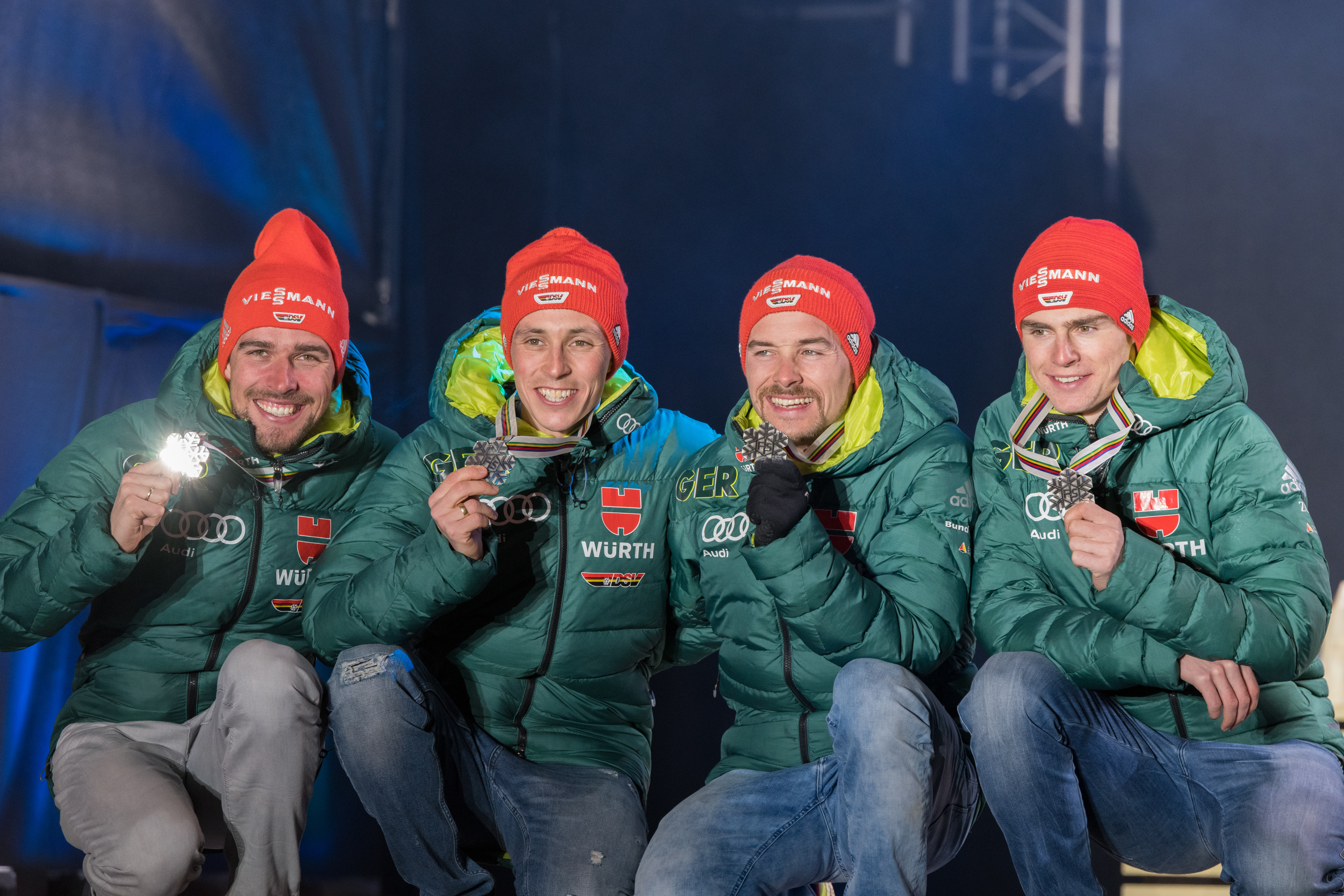
Silbermedaillengewinner Deutschland
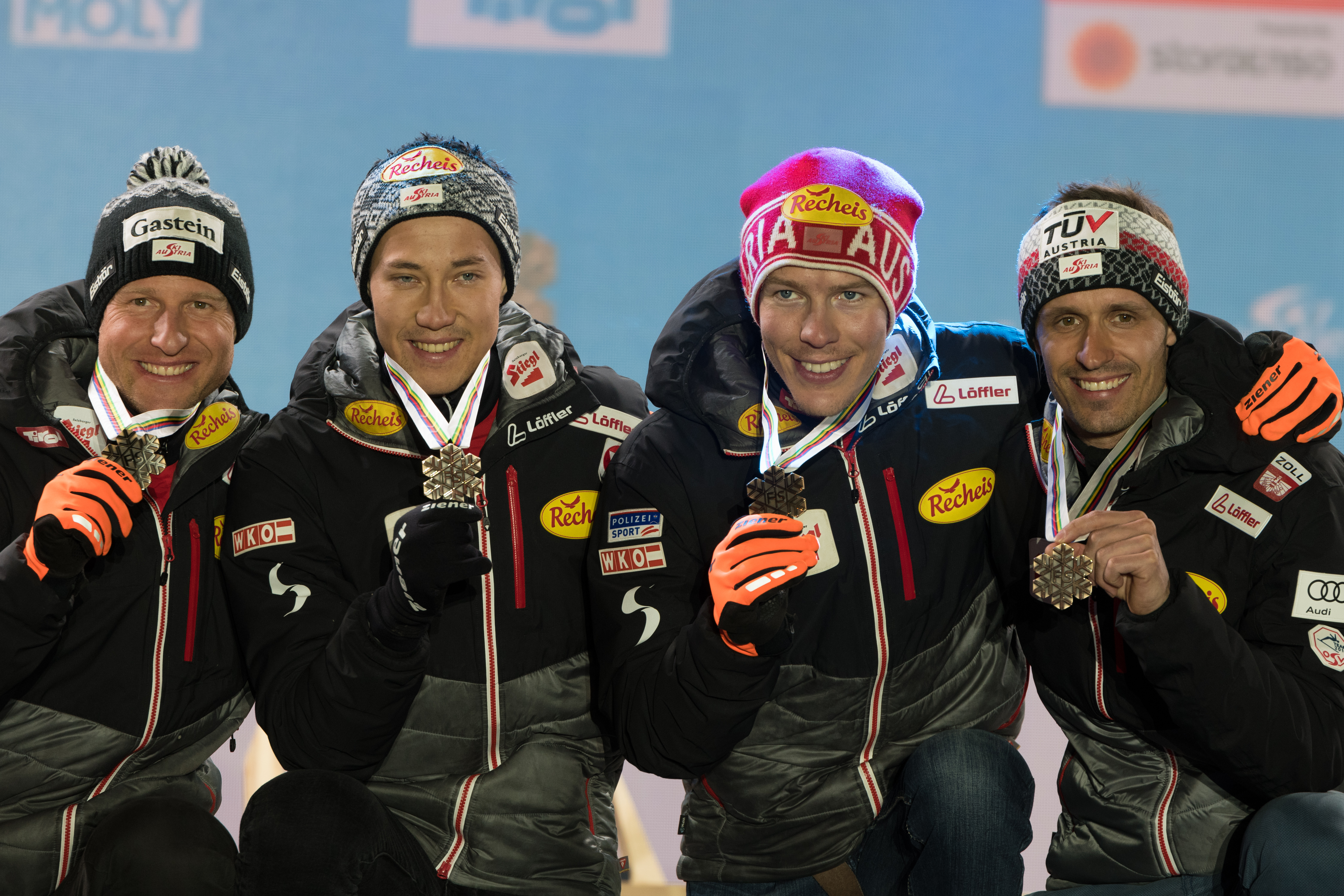
Bronze gab es für Österreich

### Teamsprint
| Platz | Land | Sportler                               | Sprung Pkte./Pl. | Lauf Zeit/Pl. | Endzeit [min] |
| ----- | ---- | -------------------------------------- | ---------------- | ------------- | ------------- |
| 1     | GER  | Eric Frenzel Fabian Rießle             | 258,2/01         | 28:29,5/06    | 28:29,5       |
| 2     | NOR  | Jan Schmid Jarl Magnus Riiber          | 244,6/04         | 28:10,7/02    | 28:37,7       |
| 3     | AUT  | Franz-Josef Rehrl Bernhard Gruber      | 247,2/03         | 28:16,7/04    | 28:38,7       |
| 4     | JPN  | Yoshito Watabe Akito Watabe            | 254,1/02         | 29:17,9/12    | 29:25,9       |
| 5     | ITA  | Aaron Kostner Alessandro Pittin        | 204,0/07         | 28:18,6/05    | 30:06,6       |
| 6     | FRA  | Antoine Gérard Maxime Laheurte         | 209,3/05         | 28:36,1/07    | 30:14,1       |
| 7     | FIN  | Ilkka Herola Eero Hirvonen             | 182,7/08         | 28:01,6/01    | 30:32,6       |
| 8     | POL  | Szczepan Kupczak Paweł Słowiok         | 205,6/06         | 29:14,9/11    | 30:59,9       |
| 9     | USA  | Taylor Fletcher Ben Loomis             | 163,4/11         | 28:16,3/03    | 31:36,2       |
| 10    | CZE  | Jan Vytrval Tomáš Portyk               | 170,4/09         | 29:08,0/08    | 32:04,0       |
| 11    | SLO  | Ožbej Jelen Vid Vrhovnik               | 167,2/10         | 29:10,8/10    | 32:12,8       |
| 12    | RUS  | Samir Mastijew Wjatscheslaw Barkow     | 145,5/13         | 29:10,0/09    | 32:54,0       |
| 13    | UKR  | Dmytro Masurtschuk Wiktor Passitschnyk | 154,4/12         | LAP           | LAP           |
| 14    | KAZ  | Schyngghys Rakparow Danil Gluchow      | 100,1/15         | LAP           | LAP           |
| 15    | CHN  | Zhao Jiawen Zhao Zihe                  | 110,7/14         | LAP           | LAP           |

Datum: 24. Februar 2019

Großschanze HS 130/2 × 7,5 km
Weltmeister 2017:  Deutschland | Eric Frenzel, Johannes Rydzek

Olympiasieger 2018: nicht im Programm

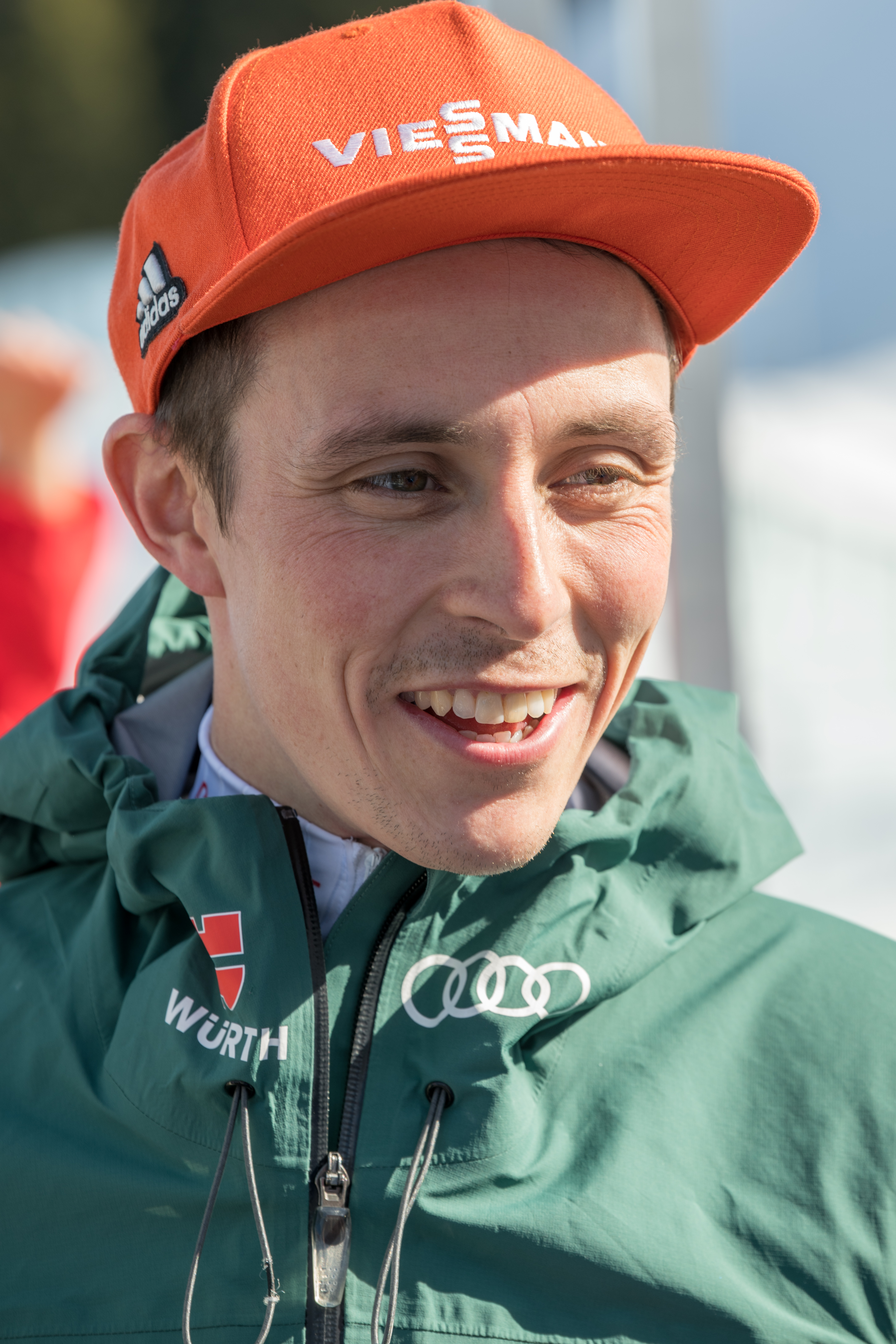
Eric Frenzel und …
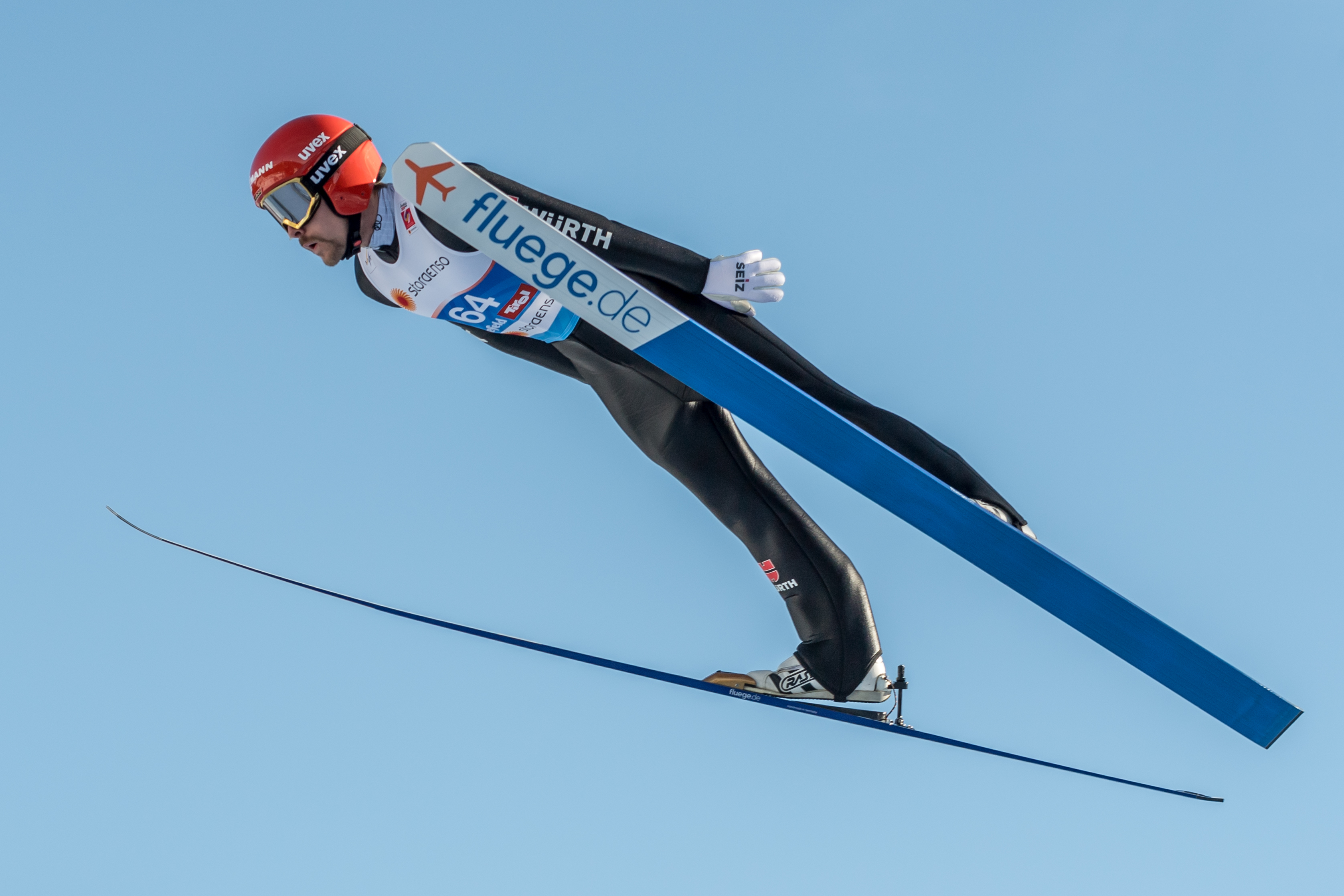
… Fabian Rießle errangen in einem spannenden Rennen den WM-Titel im Teamsprint